# Lijst van voetbalinterlands Colombia
Dit is een overzicht van alle officiële A-interlands die het Colombiaans voetbalelftal speelde sinds de allereerste wedstrijd van het Zuid-Amerikaanse land, op 10 februari 1938 in Panama-Stad (Panama) tegen Mexico (1-3).

## Statistieken
- Bijgewerkt tot en met Copa América-duel tegen  Argentinië (0-0) op 26 juni 2015; in onderstaand overzicht zijn alleen de A-interlands meegeteld.

### Afrika
| Tegenstander | Wed. | W | G | V | DV | DT | DS | Opm     |
| ------------ | ---- | - | - | - | -- | -- | -- | ------- |
| Kameroen     | 3    | 1 | 0 | 2 | 4  | 3  | +1 | details |
| Ivoorkust    | 1    | 1 | 0 | 0 | 2  | 1  | +1 | details |
| Liberia      | 1    | 1 | 0 | 0 | 2  | 1  | +1 | details |
| Marokko      | 1    | 1 | 0 | 0 | 2  | 0  | +2 | details |
| Nigeria      | 4    | 3 | 1 | 0 | 4  | 1  | +3 | details |
| Senegal      | 2    | 1 | 1 | 0 | 4  | 2  | +2 | details |
| Tunesië      | 2    | 1 | 1 | 0 | 2  | 1  | +1 | details |
| Zuid-Afrika  | 1    | 0 | 0 | 1 | 1  | 2  | –1 | details |

### Azië
| Tegenstander  | Wed. | W | G | V | DV | DT | DS | Opm     |
| ------------- | ---- | - | - | - | -- | -- | -- | ------- |
| Bahrein       | 1    | 1 | 0 | 0 | 6  | 0  | +6 | details |
| China         | 1    | 0 | 0 | 1 | 1  | 2  | –1 | details |
| Egypte        | 1    | 0 | 1 | 0 | 1  | 1  | 0  | details |
| Japan         | 3    | 2 | 1 | 0 | 5  | 1  | +4 | details |
| Jordanië      | 1    | 1 | 0 | 0 | 3  | 0  | +3 | details |
| Koeweit       | 1    | 1 | 0 | 0 | 3  | 1  | +2 | details |
| Saoedi-Arabië | 2    | 1 | 1 | 0 | 2  | 1  | –1 | details |
| V.A.E.        | 1    | 1 | 0 | 0 | 2  | 0  | +2 | details |
| Zuid-Korea    | 5    | 1 | 2 | 2 | 5  | 8  | –3 | details |

### Europa
| Tegenstander                   | Wed. | W | G | V | DV | DT | DS | Opm     |
| ------------------------------ | ---- | - | - | - | -- | -- | -- | ------- |
| België                         | 2    | 1 | 0 | 1 | 2  | 2  | 0  | details |
| Duitsland                      | 4    | 0 | 2 | 2 | 5  | 10 | –5 | details |
| Engeland                       | 5    | 0 | 2 | 3 | 3  | 10 | –7 | details |
| Finland                        | 1    | 1 | 0 | 0 | 3  | 1  | +2 | details |
| Frankrijk                      | 3    | 0 | 0 | 2 | 2  | 5  | –3 | details |
| Griekenland                    | 2    | 2 | 0 | 0 | 5  | 0  | +5 | details |
| Hongarije                      | 1    | 0 | 0 | 1 | 1  | 3  | –2 | details |
| Ierland                        | 1    | 0 | 0 | 1 | 0  | 1  | –1 | details |
| Israël                         | 2    | 1 | 1 | 0 | 1  | 0  | +1 | details |
| Joegoslavië                    | 4    | 0 | 1 | 3 | 0  | 7  | –7 | details |
| Montenegro                     | 1    | 1 | 0 | 0 | 1  | 0  | +1 | details |
| Nederland                      | 1    | 0 | 1 | 0 | 0  | 0  | 0  | details |
| Noord-Ierland                  | 1    | 1 | 0 | 0 | 2  | 0  | +2 | details |
| Noorwegen                      | 1    | 0 | 1 | 0 | 0  | 0  | 0  | details |
| Duitse Democratische Republiek | 1    | 0 | 0 | 1 | 0  | 2  | –2 | details |
| Polen                          | 7    | 4 | 1 | 2 | 9  | 9  | 0  | details |
| Roemenië                       | 3    | 0 | 1 | 2 | 1  | 4  | –3 | details |
| Servië                         | 1    | 1 | 0 | 0 | 1  | 0  | +1 | details |
| Schotland                      | 3    | 1 | 2 | 0 | 3  | 2  | +1 | details |
| Slowakije                      | 3    | 2 | 1 | 0 | 2  | 0  | +2 | details |
| Sovjet-Unie                    | 3    | 0 | 2 | 1 | 5  | 7  | –2 | details |
| Slovenië                       | 1    | 1 | 0 | 0 | 1  | 0  | +1 | details |
| Spanje                         | 4    | 0 | 3 | 1 | 2  | 3  | –1 | details |
| Turkije                        | 1    | 0 | 0 | 1 | 1  | 2  | –1 | details |
| Zweden                         | 2    | 0 | 2 | 0 | 2  | 2  | 0  | details |
| Zwitserland                    | 4    | 2 | 1 | 1 | 9  | 6  | +3 | details |

### Noord-Amerika
| Tegenstander         | Wed. | W  | G | V  | DV | DT | DS  | Opm     |
| -------------------- | ---- | -- | - | -- | -- | -- | --- | ------- |
| Canada               | 3    | 2  | 0 | 1  | 4  | 2  | +2  | details |
| Costa Rica           | 11   | 9  | 0 | 2  | 26 | 12 | +14 | details |
| El Salvador          | 7    | 5  | 1 | 1  | 16 | 7  | +9  | details |
| Guatemala            | 4    | 2  | 2 | 0  | 10 | 5  | +5  | details |
| Haïti                | 4    | 3  | 0 | 1  | 9  | 3  | +6  | details |
| Honduras             | 10   | 4  | 2 | 4  | 11 | 10 | +1  | details |
| Jamaica              | 5    | 5  | 0 | 0  | 8  | 0  | +8  | details |
| Mexico               | 26   | 8  | 8 | 10 | 21 | 24 | –3  | details |
| Nederlandse Antillen | 1    | 1  | 0 | 0  | 4  | 2  | +2  | details |
| Panama               | 5    | 3  | 0 | 2  | 12 | 7  | +5  | details |
| Puerto Rico          | 1    | 1  | 0 | 0  | 4  | 1  | +3  | details |
| Trinidad en Tobago   | 3    | 2  | 0 | 1  | 8  | 4  | +4  | details |
| Verenigde Staten     | 17   | 10 | 4 | 3  | 21 | 12 | +9  | details |

### Zuid-Amerika
| Tegenstander | Wed. | W  | G  | V  | DV | DT | DS  | Opm     |
| ------------ | ---- | -- | -- | -- | -- | -- | --- | ------- |
| Argentinië   | 33   | 8  | 8  | 17 | 34 | 61 | –27 | details |
| Bolivia      | 27   | 12 | 9  | 6  | 39 | 27 | +12 | details |
| Brazilië     | 28   | 3  | 8  | 17 | 12 | 57 | –45 | details |
| Chili        | 35   | 10 | 11 | 14 | 49 | 64 | –15 | details |
| Ecuador      | 42   | 20 | 10 | 12 | 45 | 36 | +9  | details |
| Paraguay     | 41   | 18 | 7  | 16 | 49 | 48 | +1  | details |
| Peru         | 49   | 15 | 19 | 15 | 53 | 57 | –4  | details |
| Uruguay      | 39   | 12 | 9  | 18 | 45 | 53 | –8  | details |
| Venezuela    | 34   | 13 | 13 | 7  | 43 | 28 | +15 | details |

### Oceanië
| Tegenstander  | Wed. | W | G | V | DV | DT | DS | Opm     |
| ------------- | ---- | - | - | - | -- | -- | -- | ------- |
| Australië     | 3    | 2 | 1 | 0 | 4  | 2  | +1 | details |
| Nieuw-Zeeland | 1    | 1 | 0 | 0 | 3  | 1  | +2 | details |

### Argentinië
| Colombia vs. Argentinië | Colombia vs. Argentinië | Colombia vs. Argentinië | Colombia vs. Argentinië  | Colombia vs. Argentinië | Colombia vs. Argentinië | Colombia vs. Argentinië |
| #                       | №                       | Datum                   | Plaats                   | Wedstrijd               | Uitslag                 | Competitie              |
| ----------------------- | ----------------------- | ----------------------- | ------------------------ | ----------------------- | ----------------------- | ----------------------- |
| 1                       | 13.                     | 07-02-1945              | Santiago, Chili          | Argentinië – Colombia   | 9 – 1                   | Copa América            |
| 2                       | 25.                     | 18-12-1947              | Guayaquil, Ecuador       | Colombia – Argentinië   | 0 – 6                   | Copa América            |
| 3                       | 36.                     | 13-03-1957              | Lima, Peru               | Colombia – Argentinië   | 2 – 8                   | Copa América            |
| 4                       | 56.                     | 10-03-1963              | Cochabamba, Bolivia      | Argentinië – Colombia   | 4 – 2                   | Copa América            |
| 5                       | 89.                     | 22-06-1972              | Salvador, Brazilië       | Argentinië – Colombia   | 4 – 1                   | Brazil Independence Cup |
| 6                       | 144.                    | 24-08-1984              | Bogota, Colombia         | Colombia – Argentinië   | 1 – 0                   | Vriendschappelijk       |
| 7                       | 159.                    | 02-06-1985              | Bogota, Colombia         | Colombia – Argentinië   | 1 – 3                   | WK-kwalificatie         |
| 8                       | 161.                    | 16-06-1985              | Buenos Aires, Argentinië | Argentinië – Colombia   | 1 – 0                   | WK-kwalificatie         |
| 9                       | 171.                    | 11-07-1987              | Buenos Aires, Argentinië | Argentinië – Colombia   | 1 – 2                   | Copa América            |
| 10                      | 180.                    | 09-03-1989              | Barranquilla, Colombia   | Colombia – Argentinië   | 1 – 0                   | Vriendschappelijk       |
| 11                      | 216.                    | 21-07-1991              | Santiago, Chili          | Colombia – Argentinië   | 1 – 2                   | Copa América            |
| 12                      | 227.                    | 23-06-1993              | Guayaquil, Ecuador       | Colombia – Argentinië   | 1 – 1                   | Copa América            |
| 13                      | 229.                    | 01-07-1993              | Guayaquil, Ecuador       | Colombia – Argentinië   | 0 – 0                   | Copa América            |
| 14                      | 233.                    | 15-08-1993              | Barranquilla, Colombia   | Colombia – Argentinië   | 2 – 1                   | WK-kwalificatie         |
| 15                      | 236.                    | 05-09-1993              | Buenos Aires, Argentinië | Argentinië – Colombia   | 0 – 5                   | WK-kwalificatie         |
| 16                      | 267.                    | 11-10-1995              | Buenos Aires, Argentinië | Argentinië – Colombia   | 0 – 0                   | Vriendschappelijk       |
| 17                      | 285.                    | 12-02-1997              | Barranquilla, Colombia   | Colombia – Argentinië   | 0 – 1                   | WK-kwalificatie         |
| 18                      | 301.                    | 16-11-1997              | Buenos Aires, Argentinië | Argentinië – Colombia   | 1 – 1                   | WK-kwalificatie         |
| 19                      | 319.                    | 04-07-1999              | Luque, Paraguay          | Colombia – Argentinië   | 3 – 0                   | Copa América            |
| 20                      | 323.                    | 13-10-1999              | Córdoba, Argentinië      | Argentinië – Colombia   | 2 – 1                   | Vriendschappelijk       |
| 21                      | 335.                    | 29-06-2000              | Bogota, Colombia         | Colombia – Argentinië   | 1 – 3                   | WK-kwalificatie         |
| 22                      | 347.                    | 03-06-2001              | Buenos Aires, Argentinië | Argentinië – Colombia   | 3 – 0                   | WK-kwalificatie         |
| 23                      | 380.                    | 19-11-2003              | Barranquilla, Colombia   | Colombia – Argentinië   | 1 – 1                   | WK-kwalificatie         |
| 24                      | 386.                    | 27-06-2004              | Miami, Verenigde Staten  | Colombia – Argentinië   | 2 – 0                   | Vriendschappelijk       |
| 25                      | 391.                    | 20-07-2004              | Lima, Peru               | Colombia – Argentinië   | 0 – 3                   | Copa América            |
| 26                      | 402.                    | 30-03-2005              | Buenos Aires, Argentinië | Argentinië – Colombia   | 1 – 0                   | WK-kwalificatie         |
| 27                      | 429.                    | 02-07-2007              | Maracaibo, Venezuela     | Colombia – Argentinië   | 2 – 4                   | Copa América            |
| 28                      | 437.                    | 21-11-2007              | Bogota, Colombia         | Colombia – Argentinië   | 2 – 1                   | WK-kwalificatie         |
| 29                      | 454.                    | 06-06-2009              | Buenos Aires, Argentinië | Argentinië – Colombia   | 1 – 0                   | WK-kwalificatie         |
| 30                      | 477.                    | 06-07-2011              | Córdoba, Argentinië      | Argentinië – Colombia   | 0 – 0                   | Copa América            |
| 31                      | 484.                    | 15-11-2011              | Barranquilla, Colombia   | Colombia – Argentinië   | 1 – 2                   | WK-kwalificatie         |
| 32                      | 496.                    | 07-06-2013              | Buenos Aires, Argentinië | Argentinië – Colombia   | 0 – 0                   | WK-kwalificatie         |

### Australië
| Colombia vs. Australië | Colombia vs. Australië | Colombia vs. Australië | Colombia vs. Australië | Colombia vs. Australië | Colombia vs. Australië | Colombia vs. Australië |
| #                      | №                      | Datum                  | Plaats                 | Wedstrijd              | Uitslag                | Competitie             |
| ---------------------- | ---------------------- | ---------------------- | ---------------------- | ---------------------- | ---------------------- | ---------------------- |
| 1                      | 254.                   | 08-02-1995             | Brisbane, Australië    | Australië - Colombia   | 0 – 0                  | Vriendschappelijk      |
| 2                      | 255.                   | 11-02-1995             | Sydney, Australië      | Australië - Colombia   | 0 – 1                  | Vriendschappelijk      |
| 3                      | 344.                   | 28-02-2001             | Bogota, Colombia       | Colombia – Australië   | 3 – 2                  | Vriendschappelijk      |

### België
| Colombia vs. België | Colombia vs. België | Colombia vs. België | Colombia vs. België | Colombia vs. België | Colombia vs. België | Colombia vs. België |
| #                   | №                   | Datum               | Plaats              | Wedstrijd           | Uitslag             | Competitie          |
| ------------------- | ------------------- | ------------------- | ------------------- | ------------------- | ------------------- | ------------------- |
| 1                   | 307.                | 03-06-1998          | Brussel, België     | België – Colombia   | 2 – 0               | Vriendschappelijk   |
| 2                   | 502.                | 15-11-2013          | Brussel, België     | België – Colombia   | 0 – 2               | Vriendschappelijk   |

### Bolivia
| Colombia vs. Bolivia | Colombia vs. Bolivia | Colombia vs. Bolivia | Colombia vs. Bolivia     | Colombia vs. Bolivia | Colombia vs. Bolivia | Colombia vs. Bolivia |
| #                    | №                    | Datum                | Plaats                   | Wedstrijd            | Uitslag              | Competitie           |
| -------------------- | -------------------- | -------------------- | ------------------------ | -------------------- | -------------------- | -------------------- |
| 1                    | 9.                   | 16-08-1938           | Bogota, Colombia         | Colombia – Bolivia   | 1 – 2                | Bolivarian Games     |
| 2                    | 15.                  | 21-02-1945           | Santiago, Chili          | Colombia – Bolivia   | 3 – 3                | Copa América         |
| 3                    | 24.                  | 13-12-1947           | Guayaquil, Ecuador       | Bolivia – Colombia   | 0 – 0                | Copa América         |
| 4                    | 35.                  | 06-05-1949           | Rio de Janeiro, Brazilië | Bolivia – Colombia   | 4 – 0                | Copa América         |
| 5                    | 58.                  | 17-03-1963           | Cochabamba, Bolivia      | Bolivia – Colombia   | 2 – 1                | Copa América         |
| 6                    | 138.                 | 14-08-1983           | La Paz, Bolivia          | Bolivia – Colombia   | 0 – 1                | Copa América         |
| 7                    | 141.                 | 31-08-1983           | Bogota, Colombia         | Colombia – Bolivia   | 2 – 2                | Copa América         |
| 8                    | 168.                 | 01-07-1987           | Rosario, Argentinië      | Bolivia – Colombia   | 0 – 2                | Copa América         |
| 9                    | 211.                 | 11-07-1991           | Viña del Mar, Chili      | Bolivia – Colombia   | 0 – 0                | Copa América         |
| 10                   | 226.                 | 20-06-1993           | Machala, Ecuador         | Bolivia – Colombia   | 1 – 1                | Copa América         |
| 11                   | 241.                 | 20-02-1994           | Miami, Verenigde Staten  | Colombia – Bolivia   | 2 – 0                | Joe Robbie Cup       |
| 12                   | 244.                 | 07-04-1994           | Villavicencio, Colombia  | Colombia – Bolivia   | 0 – 1                | Vriendschappelijk    |
| 13                   | 273.                 | 28-03-1996           | Medellín, Colombia       | Colombia – Bolivia   | 4 – 1                | Vriendschappelijk    |
| 14                   | 281.                 | 10-11-1996           | La Paz, Bolivia          | Bolivia – Colombia   | 2 – 2                | WK-kwalificatie      |
| 15                   | 292.                 | 21-06-1997           | La Paz, Bolivia          | Bolivia – Colombia   | 2 – 1                | Copa América         |
| 16                   | 296.                 | 20-08-1997           | Barranquilla, Colombia   | Colombia – Bolivia   | 3 – 0                | WK-kwalificatie      |
| 17                   | 332.                 | 26-04-2000           | La Paz, Bolivia          | Bolivia – Colombia   | 1 – 1                | WK-kwalificatie      |
| 18                   | 345.                 | 27-03-2001           | Bogota, Colombia         | Colombia – Bolivia   | 2 – 0                | WK-kwalificatie      |
| 19                   | 378.                 | 10-09-2003           | La Paz, Bolivia          | Bolivia – Colombia   | 4 – 0                | WK-kwalificatie      |
| 20                   | 388.                 | 09-07-2004           | Lima, Peru               | Colombia – Bolivia   | 1 – 0                | Copa América         |
| 21                   | 396.                 | 17-11-2004           | Barranquilla, Colombia   | Colombia – Bolivia   | 1 – 0                | WK-kwalificatie      |
| 22                   | 435.                 | 17-10-2007           | La Paz, Bolivia          | Bolivia – Colombia   | 0 – 0                | WK-kwalificatie      |
| 23                   | 452.                 | 28-03-2009           | Bogota, Colombia         | Colombia – Bolivia   | 2 – 0                | WK-kwalificatie      |
| 24                   | 466.                 | 12-08-2010           | La Paz, Bolivia          | Bolivia – Colombia   | 1 – 1                | Vriendschappelijk    |
| 25                   | 478.                 | 10-07-2011           | Santa Fe, Argentinië     | Colombia – Bolivia   | 2 – 0                | Copa América         |
| 26                   | 482.                 | 11-10-2011           | La Paz, Bolivia          | Bolivia – Colombia   | 1 – 2                | WK-kwalificatie      |
| 27                   | 494.                 | 22-03-2013           | Barranquilla, Colombia   | Colombia – Bolivia   | 5 – 0                | WK-kwalificatie      |

### Brazilië
| Colombia vs. Brazilië | Colombia vs. Brazilië | Colombia vs. Brazilië | Colombia vs. Brazilië             | Colombia vs. Brazilië | Colombia vs. Brazilië | Colombia vs. Brazilië |
| #                     | №                     | Datum                 | Plaats                            | Wedstrijd             | Uitslag               | Competitie            |
| --------------------- | --------------------- | --------------------- | --------------------------------- | --------------------- | --------------------- | --------------------- |
| 1                     | 10.                   | 21-01-1945            | Santiago, Chili                   | Colombia – Brazilië   | 0 – 3                 | Copa América          |
| 2                     | 31.                   | 17-04-1949            | São Paulo, Brazilië               | Brazilië – Colombia   | 5 – 0                 | Copa América          |
| 3                     | 39.                   | 24-03-1957            | Lima, Peru                        | Colombia – Brazilië   | 0 – 9                 | Copa América          |
| 4                     | 57.                   | 14-03-1963            | La Paz, Bolivia                   | Brazilië – Colombia   | 5 – 1                 | Copa América          |
| 5                     | 80.                   | 06-08-1969            | Bogota, Colombia                  | Colombia – Brazilië   | 0 – 2                 | WK-kwalificatie       |
| 6                     | 82.                   | 21-08-1969            | Rio de Janeiro, Brazilië          | Brazilië – Colombia   | 6 – 2                 | WK-kwalificatie       |
| 7                     | 111.                  | 20-02-1977            | Bogota, Colombia                  | Colombia – Brazilië   | 0 – 0                 | WK-kwalificatie       |
| 8                     | 114.                  | 09-03-1977            | Rio de Janeiro, Brazilië          | Brazilië – Colombia   | 6 – 0                 | WK-kwalificatie       |
| 9                     | 124.                  | 01-02-1981            | Bogota, Colombia                  | Colombia – Brazilië   | 1 – 1                 | Vriendschappelijk     |
| 10                    | 155.                  | 25-04-1985            | Belo Horizonte, Brazilië          | Brazilië – Colombia   | 2 – 1                 | Vriendschappelijk     |
| 11                    | 157.                  | 15-05-1985            | Bogota, Colombia                  | Colombia – Brazilië   | 1 – 0                 | Vriendschappelijk     |
| 12                    | 185.                  | 07-07-1989            | Salvador, Brazilië                | Brazilië – Colombia   | 0 – 0                 | Copa América          |
| 13                    | 212.                  | 13-07-1991            | Viña del Mar, Chili               | Colombia – Brazilië   | 2 – 0                 | Copa América          |
| 14                    | 215.                  | 19-07-1991            | Santiago, Chili                   | Brazilië – Colombia   | 2 – 0                 | Copa América          |
| 15                    | 262.                  | 13-07-1995            | Rivera, Uruguay                   | Brazilië – Colombia   | 3 – 0                 | Copa América          |
| 16                    | 270.                  | 20-12-1995            | Manaus, Brazilië                  | Brazilië – Colombia   | 3 – 1                 | Vriendschappelijk     |
| 17                    | 291.                  | 19-06-1997            | Santa Cruz, Bolivia               | Colombia – Brazilië   | 0 – 2                 | Copa América          |
| 18                    | 331.                  | 28-03-2000            | Bogota, Colombia                  | Colombia – Brazilië   | 0 – 0                 | WK-kwalificatie       |
| 19                    | 341.                  | 15-11-2000            | São Paulo, Brazilië               | Brazilië – Colombia   | 1 – 0                 | WK-kwalificatie       |
| 20                    | 375.                  | 19-07-2003            | Miami, Verenigde Staten           | Colombia – Brazilië   | 0 – 2                 | CONCACAF Gold Cup     |
| 21                    | 377.                  | 7-09-2003             | Barranquilla, Colombia            | Colombia – Brazilië   | 1 – 2                 | WK-kwalificatie       |
| 22                    | 395.                  | 13-10-2004            | Maceió, Brazilië                  | Brazilië – Colombia   | 0 – 0                 | WK-kwalificatie       |
| 23                    | 434.                  | 14-10-2007            | Bogota, Colombia                  | Colombia – Brazilië   | 0 – 0                 | WK-kwalificatie       |
| 24                    | 449.                  | 15-10-2008            | Rio de Janeiro, Brazilië          | Brazilië – Colombia   | 0 – 0                 | WK-kwalificatie       |
| 25                    | 492.                  | 15-11-2013            | East Rutherford, Verenigde Staten | Brazilië – Colombia   | 1 – 1                 | Vriendschappelijk     |

### Canada
| Colombia vs. Canada | Colombia vs. Canada | Colombia vs. Canada | Colombia vs. Canada           | Colombia vs. Canada | Colombia vs. Canada | Colombia vs. Canada |
| #                   | №                   | Datum               | Plaats                        | Wedstrijd           | Uitslag             | Competitie          |
| ------------------- | ------------------- | ------------------- | ----------------------------- | ------------------- | ------------------- | ------------------- |
| 1                   | 172.                | 30-03-1988          | Armenia, Colombia             | Colombia – Canada   | 3 – 0               | Vriendschappelijk   |
| 2                   | 330.                | 27-02-2000          | Los Angeles, Verenigde Staten | Canada – Colombia   | 2 – 0               | CONCACAF Gold Cup   |

### Chili
| Colombia vs. Chili | Colombia vs. Chili | Colombia vs. Chili | Colombia vs. Chili       | Colombia vs. Chili | Colombia vs. Chili | Colombia vs. Chili |
| #                  | №                  | Datum              | Plaats                   | Wedstrijd          | Uitslag            | Competitie         |
| ------------------ | ------------------ | ------------------ | ------------------------ | ------------------ | ------------------ | ------------------ |
| 1                  | 12.                | 31-01-1945         | Santiago, Chili          | Chili – Colombia   | 2 – 0              | Copa América       |
| 2                  | 28.                | 29-12-1947         | Guayaquil, Ecuador       | Colombia – Chili   | 1 – 4              | Copa América       |
| 3                  | 32.                | 20-04-1949         | Rio de Janeiro, Brazilië | Chili – Colombia   | 1 – 1              | Copa América       |
| 4                  | 38.                | 21-03-1957         | Lima, Peru               | Colombia – Chili   | 2 – 3              | Copa América       |
| 5                  | 66.                | 01-08-1965         | Santiago, Chili          | Chili – Colombia   | 7 – 2              | WK-kwalificatie    |
| 6                  | 67.                | 07-08-1965         | Barranquilla, Colombia   | Colombia – Chili   | 2 – 0              | WK-kwalificatie    |
| 7                  | 68.                | 30-11-1966         | Santiago, Chili          | Chili – Colombia   | 5 – 2              | Copa América       |
| 8                  | 69.                | 11-12-1966         | Bogota, Colombia         | Colombia – Chili   | 0 – 0              | Copa América       |
| 9                  | 74.                | 15-06-1969         | Bogota, Colombia         | Colombia – Chili   | 3 – 3              | Vriendschappelijk  |
| 10                 | 120.               | 15-08-1979         | Bogota, Colombia         | Colombia – Chili   | 1 – 0              | Copa América       |
| 11                 | 122.               | 05-09-1979         | Santiago, Chili          | Chili – Colombia   | 2 – 0              | Copa América       |
| 12                 | 125.               | 10-03-1981         | Santiago, Chili          | Chili – Colombia   | 1 – 0              | Vriendschappelijk  |
| 13                 | 127.               | 19-03-1981         | Bogota, Colombia         | Colombia – Chili   | 1 – 2              | Vriendschappelijk  |
| 14                 | 134.               | 14-07-1983         | Bogota, Colombia         | Colombia – Chili   | 2 – 2              | Vriendschappelijk  |
| 15                 | 150.               | 21-02-1985         | Santiago, Chili          | Chili – Colombia   | 1 – 1              | Vriendschappelijk  |
| 16                 | 170.               | 08-07-1987         | Córdoba, Argentinië      | Chili – Colombia   | 2 – 1              | Copa América       |
| 17                 | 179.               | 05-02-1989         | Armenia, Colombia        | Colombia – Chili   | 1 – 0              | Copa Centenario    |
| 18                 | 214.               | 17-07-1991         | Santiago, Chili          | Chili – Colombia   | 1 – 1              | Copa América       |
| 19                 | 223.               | 30-05-1993         | Santiago, Chili          | Chili – Colombia   | 1 – 1              | Vriendschappelijk  |
| 20                 | 224.               | 06-06-1993         | Bogota, Colombia         | Colombia – Chili   | 1 – 0              | Vriendschappelijk  |
| 21                 | 278.               | 01-09-1996         | Barranquilla, Colombia   | Colombia – Chili   | 4 – 1              | WK-kwalificatie    |
| 22                 | 293.               | 05-07-1997         | Santiago, Chili          | Chili – Colombia   | 4 – 1              | WK-kwalificatie    |
| 23                 | 304.               | 22-04-1998         | Santiago, Chili          | Chili – Colombia   | 2 – 2              | Vriendschappelijk  |
| 24                 | 321.               | 11-07-1999         | Luque, Paraguay          | Colombia – Chili   | 2 – 3              | Copa América       |
| 25                 | 339.               | 02-09-2000         | Santiago, Chili          | Chili – Colombia   | 0 – 1              | WK-kwalificatie    |
| 26                 | 350.               | 17-07-2001         | Barranquilla, Colombia   | Colombia – Chili   | 2 – 0              | Copa América       |
| 27                 | 358.               | 07-11-2001         | Bogota, Colombia         | Colombia – Chili   | 3 – 1              | WK-kwalificatie    |
| 28                 | 393.               | 05-09-2004         | Santiago, Chili          | Chili – Colombia   | 0 – 0              | WK-kwalificatie    |
| 29                 | 412.               | 08-10-2005         | Barranquilla, Colombia   | Colombia – Chili   | 1 – 1              | WK-kwalificatie    |
| 30                 | 420.               | 16-08-2006         | Santiago, Chili          | Chili – Colombia   | 1 – 2              | Vriendschappelijk  |
| 31                 | 447.               | 10-09-2008         | Santiago, Chili          | Chili – Colombia   | 4 – 0              | WK-kwalificatie    |
| 32                 | 461.               | 10-10-2009         | Medellín, Colombia       | Colombia – Chili   | 2 – 4              | WK-kwalificatie    |
| 33                 | 474.               | 29-03-2011         | Den Haag, Nederland      | Chili – Colombia   | 2 – 0              | Vriendschappelijk  |
| 34                 | 489.               | 11-09-2012         | Santiago, Chili          | Chili – Colombia   | 1 – 3              | WK-kwalificatie    |
| 35                 | 500.               | 11-10-2013         | Barranquilla, Colombia   | Colombia – Chili   | 3 – 3              | WK-kwalificatie    |

### China
| Colombia vs. China | Colombia vs. China | Colombia vs. China | Colombia vs. China | Colombia vs. China | Colombia vs. China | Colombia vs. China |
| #                  | №                  | Datum              | Plaats             | Wedstrijd          | Uitslag            | Competitie         |
| ------------------ | ------------------ | ------------------ | ------------------ | ------------------ | ------------------ | ------------------ |
| 1                  | 268.               | 26-10-1995         | Beijing, China     | China – Colombia   | 2 – 1              | Vriendschappelijk  |

### Costa Rica
| Colombia vs. Costa Rica | Colombia vs. Costa Rica | Colombia vs. Costa Rica | Colombia vs. Costa Rica           | Colombia vs. Costa Rica | Colombia vs. Costa Rica | Colombia vs. Costa Rica |
| #                       | №                       | Datum                   | Plaats                            | Wedstrijd               | Uitslag                 | Competitie              |
| ----------------------- | ----------------------- | ----------------------- | --------------------------------- | ----------------------- | ----------------------- | ----------------------- |
| 1                       | 3.                      | 18-02-1938              | Panama-Stad, Panama               | Costa Rica – Colombia   | 2 – 1                   | CAC Games               |
| 2                       | 20.                     | 18-12-1946              | Barranquilla, Colombia            | Colombia – Costa Rica   | 4 – 1                   | CAC Games               |
| 3                       | 62.                     | 01-09-1963              | Bogota, Colombia                  | Colombia – Costa Rica   | 4 – 5                   | Vriendschappelijk       |
| 4                       | 63.                     | 04-09-1963              | Cali, Colombia                    | Colombia – Costa Rica   | 1 – 0                   | Vriendschappelijk       |
| 5                       | 209.                    | 25-06-1991              | San José, Costa Rica              | Costa Rica – Colombia   | 0 – 1                   | Vriendschappelijk       |
| 6                       | 220.                    | 31-03-1993              | Medellín, Colombia                | Colombia – Costa Rica   | 4 – 1                   | Vriendschappelijk       |
| 7                       | 290.                    | 16-06-1997              | Santa Cruz, Bolivia               | Colombia – Costa Rica   | 4 – 1                   | Copa América            |
| 8                       | 361.                    | 09-05-2002              | San José, Costa Rica              | Costa Rica – Colombia   | 1 – 2                   | Vriendschappelijk       |
| 9                       | 390.                    | 17-07-2004              | Trujillo, Peru                    | Colombia – Costa Rica   | 2 – 0                   | Copa América            |
| 10                      | 476.                    | 02-07-2011              | San Salvador de Jujuy, Argentinië | Colombia – Costa Rica   | 1 – 0                   | Copa América            |

### Duitsland
| Colombia vs. Duitsland | Colombia vs. Duitsland | Colombia vs. Duitsland | Colombia vs. Duitsland     | Colombia vs. Duitsland    | Colombia vs. Duitsland | Colombia vs. Duitsland |
| #                      | №                      | Datum                  | Plaats                     | Wedstrijd                 | Uitslag                | Competitie             |
| ---------------------- | ---------------------- | ---------------------- | -------------------------- | ------------------------- | ---------------------- | ---------------------- |
| 1                      | 204.                   | 19-06-1990             | Milaan, Italië             | West-Duitsland – Colombia | 1 – 1                  | WK-eindronde           |
| 2                      | 306.                   | 30-05-1998             | Frankfurt, Duitsland       | Duitsland – Colombia      | 3 – 1                  | Vriendschappelijk      |
| 3                      | 311.                   | 09-02-1999             | Miami, Verenigde Staten    | Colombia – Duitsland      | 3 – 3                  | Vriendschappelijk      |
| 4                      | 418.                   | 02-06-2006             | Mönchengladbach, Duitsland | Duitsland – Colombia      | 3 – 0                  | Vriendschappelijk      |

### Ecuador
| Colombia vs. Ecuador | Colombia vs. Ecuador | Colombia vs. Ecuador | Colombia vs. Ecuador         | Colombia vs. Ecuador | Colombia vs. Ecuador | Colombia vs. Ecuador |
| #                    | №                    | Datum                | Plaats                       | Wedstrijd            | Uitslag              | Competitie           |
| -------------------- | -------------------- | -------------------- | ---------------------------- | -------------------- | -------------------- | -------------------- |
| 1                    | 2.                   | 10-08-1938           | Bogota, Colombia             | Colombia – Ecuador   | 1 – 2                | Juegos Bolivarianos  |
| 2                    | 24.                  | 18-02-1945           | Santiago, Chili              | Ecuador – Colombia   | 1 – 3                | Copa América         |
| 3                    | 27.                  | 04-12-1947           | Guayaquil, Ecuador           | Ecuador – Colombia   | 0 – 0                | Copa América         |
| 4                    | 39.                  | 03-05-1949           | Rio de Janeiro, Brazilië     | Colombia – Ecuador   | 2 – 3                | Copa América         |
| 5                    | 56.                  | 01-04-1957           | Lima, Peru                   | Colombia – Ecuador   | 1 – 4                | Copa América         |
| 6                    | 69.                  | 31-03-1963           | La Paz, Bolivia              | Ecuador – Colombia   | 4 – 3                | Copa América         |
| 7                    | 70.                  | 20-06-1965           | Barranquilla, Colombia       | Colombia – Ecuador   | 0 – 1                | WK-kwalificatie      |
| 8                    | 71.                  | 25-06-1965           | Guayaquil, Ecuador           | Ecuador – Colombia   | 2 – 0                | WK-kwalificatie      |
| 9                    | 77.                  | 22-06-1969           | Guayaquil, Ecuador           | Ecuador – Colombia   | 4 – 1                | Vriendschappelijk    |
| 10                   | 93.                  | 21-06-1973           | Bogota, Colombia             | Colombia – Ecuador   | 1 – 1                | WK-kwalificatie      |
| 1                    | 94.                  | 28-06-1973           | Guayaquil, Ecuador           | Ecuador – Colombia   | 1 – 1                | WK-kwalificatie      |
| 12                   | 102.                 | 27-07-1975           | Quito, Ecuador               | Ecuador – Colombia   | 1 – 3                | Copa América         |
| 13                   | 103.                 | 07-08-1975           | Bogota,                      | Colombia – Ecuador   | 2 – 0                | Copa América         |
| 14                   | 108.                 | 16-01-1977           | Bogota, Colombia             | Colombia – Ecuador   | 0 – 1                | Vriendschappelijk    |
| 15                   | 110.                 | 26-01-1977           | Quito, Ecuador               | Ecuador – Colombia   | 4 – 1                | Vriendschappelijk    |
| 16                   | 130.                 | 26-07-1983           | Quito, Ecuador               | Ecuador – Colombia   | 0 – 0                | Vriendschappelijk    |
| 17                   | 131.                 | 29-07-1983           | Bogota, Colombia             | Colombia – Ecuador   | 0 – 0                | Vriendschappelijk    |
| 18                   | 155.                 | 11-06-1987           | Medellín, Colombia           | Colombia – Ecuador   | 1 – 0                | Vriendschappelijk    |
| 19                   | 156.                 | 14-06-1987           | Guayaquil, Ecuador           | Ecuador – Colombia   | 3 – 0                | Vriendschappelijk    |
| 20                   | 180.                 | 20-08-1989           | Barranquilla, Colombia       | Colombia – Ecuador   | 0 – 2                | WK-kwalificatie      |
| 21                   | 181.                 | 03-09-1989           | Guayaquil, Ecuador           | Ecuador – Colombia   | 0 – 0                | WK-kwalificatie      |
| 22                   | 188.                 | 07-07-1991           | Valparaíso, Chili            | Colombia – Ecuador   | 1 – 0                | Copa América         |
| 23                   | 206.                 | 03-07-1993           | Portoviejo, Ecuador          | Ecuador – Colombia   | 0 – 1                | Copa América         |
| 24                   | 226.                 | 10-07-1995           | Rivera, Uruguay              | Colombia – Ecuador   | 1 – 0                | Copa América         |
| 25                   | 243.                 | 09-10-1996           | Quito, Ecuador               | Ecuador – Colombia   | 0 – 1                | WK-kwalificatie      |
| 26                   | 259.                 | 20-07-1997           | Barranquilla, Colombia       | Colombia – Ecuador   | 1 – 0                | WK-kwalificatie      |
| 27                   | 280.                 | 07-07-1999           | Luque, Paraguay              | Colombia – Ecuador   | 2 – 1                | Copa América         |
| 28                   | 291.                 | 25-07-2000           | Quito, Ecuador               | Ecuador – Colombia   | 0 – 0                | WK-kwalificatie      |
| 29                   | 305.                 | 14-07-2001           | Barranquilla, Colombia       | Colombia – Ecuador   | 1 – 0                | Copa América         |
| 30                   | 308.                 | 05-09-2001           | Bogota, Colombia             | Colombia – Ecuador   | 0 – 0                | WK-kwalificatie      |
| 31                   | 330.                 | 08-06-2003           | Madrid, Spanje               | Ecuador – Colombia   | 0 – 0                | Torneo de la Amistad |
| 32                   | 340.                 | 02-06-2004           | Quito, Ecuador               | Ecuador – Colombia   | 2 – 1                | WK-kwalificatie      |
| 33                   | 360.                 | 07-06-2005           | Barranquilla, Colombia       | Colombia – Ecuador   | 3 – 0                | WK-kwalificatie      |
| 34                   | 372.                 | 24-05-2006           | New York, Verenigde Staten   | Ecuador – Colombia   | 1 – 1                | Vriendschappelijk    |
| 35                   | 387.                 | 23-06-2007           | Barranquilla, Colombia       | Colombia – Ecuador   | 3 – 1                | Vriendschappelijk    |
| 36                   | 401.                 | 18-06-2008           | Quito, Ecuador               | Ecuador – Colombia   | 0 – 0                | WK-kwalificatie      |
| 37                   | 402.                 | 20-08-2008           | New York, Verenigde Staten   | Ecuador – Colombia   | 1 – 0                | Vriendschappelijk    |
| 38                   | 416.                 | 05-09-2009           | Medellín, Colombia           | Colombia – Ecuador   | 2 – 0                | WK-kwalificatie      |
| 39                   | 424.                 | 08-10-2010           | New Jersey, Verenigde Staten | Ecuador – Colombia   | 0 – 1                | Vriendschappelijk    |
| 40                   | 428.                 | 26-03-2011           | Madrid, Spanje               | Colombia – Ecuador   | 2 – 0                | Vriendschappelijk    |
| 41                   | 487.                 | 10-06-2012           | Quito, Ecuador               | Ecuador – Colombia   | 1 – 0                | WK-kwalificatie      |
| 42                   | 498.                 | 06-09-2013           | Barranquilla, Colombia       | Colombia – Ecuador   | 1 – 0                | WK-kwalificatie      |

### Egypte
| Colombia vs. Egypte | Colombia vs. Egypte | Colombia vs. Egypte | Colombia vs. Egypte | Colombia vs. Egypte | Colombia vs. Egypte | Colombia vs. Egypte |
| #                   | №                   | Datum               | Plaats              | Wedstrijd           | Uitslag             | Competitie          |
| ------------------- | ------------------- | ------------------- | ------------------- | ------------------- | ------------------- | ------------------- |
| 1                   | 200.                | 26-05-1990          | Cairo, Egypte       | Egypte – Colombia   | 1 – 1               | Vriendschappelijk   |

### El Salvador
| Colombia vs. El Salvador | Colombia vs. El Salvador | Colombia vs. El Salvador | Colombia vs. El Salvador     | Colombia vs. El Salvador | Colombia vs. El Salvador | Colombia vs. El Salvador |
| #                        | №                        | Datum                    | Plaats                       | Wedstrijd                | Uitslag                  | Competitie               |
| ------------------------ | ------------------------ | ------------------------ | ---------------------------- | ------------------------ | ------------------------ | ------------------------ |
| 1                        | 4.                       | 21-02-1938               | Panama-Stad, Panama          | El Salvador – Colombia   | 2 – 3                    | CAC Games                |
| 2                        | 247.                     | 05-05-1994               | Miami, Verenigde Staten      | Colombia – El Salvador   | 3 – 0                    | Miami Cup                |
| 3                        | 298.                     | 05-09-1997               | New Jersey, Verenigde Staten | Colombia – El Salvador   | 2 – 2                    | Vriendschappelijk        |
| 4                        | 315.                     | 29-05-1999               | New Jersey, Verenigde Staten | Colombia – El Salvador   | 1 – 2                    | Vriendschappelijk        |
| 5                        | 383.                     | 28-04-2004               | Washington, Verenigde Staten | Colombia – El Salvador   | 2 – 0                    | Vriendschappelijk        |
| 6                        | 456.                     | 07-08-2009               | Houston, Verenigde Staten    | Colombia – El Salvador   | 2 – 1                    | Vriendschappelijk        |

### Engeland
| Colombia vs. Engeland | Colombia vs. Engeland | Colombia vs. Engeland | Colombia vs. Engeland      | Colombia vs. Engeland | Colombia vs. Engeland | Colombia vs. Engeland |
| #                     | №                     | Datum                 | Plaats                     | Wedstrijd             | Uitslag               | Competitie            |
| --------------------- | --------------------- | --------------------- | -------------------------- | --------------------- | --------------------- | --------------------- |
| 1                     | 84.                   | 20-05-1970            | Bogota, Colombia           | Colombia – Engeland   | 0 – 4                 | Vriendschappelijk     |
| 2                     | 176.                  | 24-05-1988            | Londen, Engeland           | Engeland – Colombia   | 1 – 1                 | Stanley Rous Cup      |
| 3                     | 266.                  | 06-09-1995            | Londen, Engeland           | Engeland – Colombia   | 0 – 0                 | Vriendschappelijk     |
| 4                     | 310.                  | 26-06-1998            | Lens, Frankrijk            | Colombia – Engeland   | 0 – 2                 | WK-eindronde          |
| 5                     | 403.                  | 31-05-2005            | New York, Verenigde Staten | Colombia – Engeland   | 2 – 3                 | Vriendschappelijk     |

### Finland
| Colombia vs. Finland | Colombia vs. Finland | Colombia vs. Finland | Colombia vs. Finland | Colombia vs. Finland | Colombia vs. Finland | Colombia vs. Finland |
| #                    | №                    | Datum                | Plaats               | Wedstrijd            | Uitslag              | Competitie           |
| -------------------- | -------------------- | -------------------- | -------------------- | -------------------- | -------------------- | -------------------- |
| 1                    | 175.                 | 19-05-1988           | Helsinki, Finland    | Finland – Colombia   | 1 – 3                | Vriendschappelijk    |

### Frankrijk
| Colombia vs. Frankrijk | Colombia vs. Frankrijk | Colombia vs. Frankrijk | Colombia vs. Frankrijk | Colombia vs. Frankrijk | Colombia vs. Frankrijk | Colombia vs. Frankrijk  |
| #                      | №                      | Datum                  | Plaats                 | Wedstrijd              | Uitslag                | Competitie              |
| ---------------------- | ---------------------- | ---------------------- | ---------------------- | ---------------------- | ---------------------- | ----------------------- |
| 1                      | 88.                    | 18-06-1972             | Salvador, Brazilië     | Colombia – Frankrijk   | 2 – 3                  | Brazil Independence Cup |
| 2                      | 368.                   | 18-06-2003             | Lyon, Frankrijk        | Frankrijk – Colombia   | 1 – 0                  | FIFA Confederations Cup |
| 3                      | 442.                   | 03-06-2008             | Parijs, Frankrijk      | Frankrijk – Colombia   | 1 – 0                  | Vriendschappelijk       |

### Griekenland
| Colombia vs. Griekenland | Colombia vs. Griekenland | Colombia vs. Griekenland | Colombia vs. Griekenland     | Colombia vs. Griekenland | Colombia vs. Griekenland | Colombia vs. Griekenland |
| #                        | №                        | Datum                    | Plaats                       | Wedstrijd                | Uitslag                  | Competitie               |
| ------------------------ | ------------------------ | ------------------------ | ---------------------------- | ------------------------ | ------------------------ | ------------------------ |
| 1                        | 249.                     | 05-06-1994               | New Jersey, Verenigde Staten | Colombia – Griekenland   | 2 – 0                    | Vriendschappelijk        |

### Guatemala
| Colombia vs. Guatemala | Colombia vs. Guatemala | Colombia vs. Guatemala | Colombia vs. Guatemala        | Colombia vs. Guatemala | Colombia vs. Guatemala | Colombia vs. Guatemala |
| #                      | №                      | Datum                  | Plaats                        | Wedstrijd              | Uitslag                | Competitie             |
| ---------------------- | ---------------------- | ---------------------- | ----------------------------- | ---------------------- | ---------------------- | ---------------------- |
| 1                      | 18.                    | 14-12-1946             | Barranquilla, Colombia        | Colombia – Guatemala   | 4 – 2                  | CAC Games              |
| 2                      | 374.                   | 17-07-2003             | Miami, Verenigde Staten       | Colombia – Guatemala   | 1 – 1                  | CONCACAF Gold Cup      |
| 3                      | 398.                   | 17-01-2005             | Los Angeles, Verenigde Staten | Colombia – Guatemala   | 1 – 1                  | Vriendschappelijk      |
| 4                      | 493.                   | 06-02-2013             | Miami, Verenigde Staten       | Guatemala – Colombia   | 1 – 4                  | Vriendschappelijk      |

### Haïti
| Colombia vs. Haïti | Colombia vs. Haïti | Colombia vs. Haïti | Colombia vs. Haïti      | Colombia vs. Haïti | Colombia vs. Haïti | Colombia vs. Haïti |
| #                  | №                  | Datum              | Plaats                  | Wedstrijd          | Uitslag            | Competitie         |
| ------------------ | ------------------ | ------------------ | ----------------------- | ------------------ | ------------------ | ------------------ |
| 1                  | 91.                | 27-05-1973         | Port-au-Prince, Haïti   | Haïti – Colombia   | 1 – 2              | Vriendschappelijk  |
| 2                  | 92.                | 29-05-1973         | Port-au-Prince, Haïti   | Haïti – Colombia   | 2 – 1              | Vriendschappelijk  |
| 3                  | 182.               | 27-06-1989         | Miami, Verenigde Staten | Colombia – Haïti   | 4 – 0              | Vriendschappelijk  |
| 4                  | 451.               | 11-02-2009         | Pereira, Colombia       | Colombia – Haïti   | 2 – 0              | Vriendschappelijk  |

### Honduras
| Colombia vs. Honduras | Colombia vs. Honduras | Colombia vs. Honduras | Colombia vs. Honduras             | Colombia vs. Honduras | Colombia vs. Honduras | Colombia vs. Honduras |
| #                     | №                     | Datum                 | Plaats                            | Wedstrijd             | Uitslag               | Competitie            |
| --------------------- | --------------------- | --------------------- | --------------------------------- | --------------------- | --------------------- | --------------------- |
| 1                     | 271.                  | 06-03-1996            | Miami, Verenigde Staten           | Colombia – Honduras   | 2 – 1                 | Vriendschappelijk     |
| 2                     | 280.                  | 01-11-1996            | New York, Verenigde Staten        | Colombia – Honduras   | 2 – 1                 | Vriendschappelijk     |
| 3                     | 327.                  | 16-02-2000            | Miami, Verenigde Staten           | Colombia – Honduras   | 0 – 2                 | Gold Cup              |
| 4                     | 352.                  | 26-07-2001            | Manizales, Colombia               | Colombia – Honduras   | 2 – 0                 | Copa América          |
| 5                     | 363.                  | 20-11-2002            | San Pedro Sula, Honduras          | Honduras – Colombia   | 1 – 0                 | Vriendschappelijk     |
| 6                     | 366.                  | 30-04-2003            | Miami, Verenigde Staten           | Colombia – Honduras   | 0 – 0                 | Vriendschappelijk     |
| 7                     | 381.                  | 18-02-2004            | Tegucigalpa, Honduras             | Honduras – Colombia   | 1 – 1                 | Vriendschappelijk     |
| 8                     | 407.                  | 10-07-2005            | Miami, Verenigde Staten           | Colombia – Honduras   | 1 – 2                 | Gold Cup              |
| 9                     | 439.                  | 25-03-2008            | Fort Lauderdale, Verenigde Staten | Colombia – Honduras   | 1 – 2                 | Vriendschappelijk     |
| 10                    | 480.                  | 04-09-2011            | Harrison, Verenigde Staten        | Honduras – Colombia   | 0 – 2                 | Vriendschappelijk     |

### Hongarije
| Colombia vs. Hongarije | Colombia vs. Hongarije | Colombia vs. Hongarije | Colombia vs. Hongarije | Colombia vs. Hongarije | Colombia vs. Hongarije | Colombia vs. Hongarije |
| #                      | №                      | Datum                  | Plaats                 | Wedstrijd              | Uitslag                | Competitie             |
| ---------------------- | ---------------------- | ---------------------- | ---------------------- | ---------------------- | ---------------------- | ---------------------- |
| 1                      | 201.                   | 02-06-1990             | Boedapest, Hongarije   | Hongarije – Colombia   | 3 – 1                  | Vriendschappelijk      |

### Ierland
| Colombia vs. Ierland | Colombia vs. Ierland | Colombia vs. Ierland | Colombia vs. Ierland | Colombia vs. Ierland | Colombia vs. Ierland | Colombia vs. Ierland |
| #                    | №                    | Datum                | Plaats               | Wedstrijd            | Uitslag              | Competitie           |
| -------------------- | -------------------- | -------------------- | -------------------- | -------------------- | -------------------- | -------------------- |
| 1                    | 441.                 | 29-05-2008           | Londen, Engeland     | Ierland – Colombia   | 1 – 0                | Vriendschappelijk    |

### Israël
| Colombia vs. Israël | Colombia vs. Israël | Colombia vs. Israël | Colombia vs. Israël    | Colombia vs. Israël | Colombia vs. Israël | Colombia vs. Israël |
| #                   | №                   | Datum               | Plaats                 | Wedstrijd           | Uitslag             | Competitie          |
| ------------------- | ------------------- | ------------------- | ---------------------- | ------------------- | ------------------- | ------------------- |
| 1                   | 192.                | 15-10-1989          | Barranquilla, Colombia | Colombia – Israël   | 1 – 0               | WK-kwalificatie     |
| 2                   | 193.                | 30-10-1989          | Tel Aviv, Israël       | Israël – Colombia   | 0 – 0               | WK-kwalificatie     |

### Jamaica
| Colombia vs. Jamaica | Colombia vs. Jamaica | Colombia vs. Jamaica | Colombia vs. Jamaica              | Colombia vs. Jamaica | Colombia vs. Jamaica | Colombia vs. Jamaica |
| #                    | №                    | Datum                | Plaats                            | Wedstrijd            | Uitslag              | Competitie           |
| -------------------- | -------------------- | -------------------- | --------------------------------- | -------------------- | -------------------- | -------------------- |
| 1                    | 295.                 | 06-08-1997           | Kingston, Jamaica                 | Jamaica – Colombia   | 1 – 0                | Vriendschappelijk    |
| 2                    | 326.                 | 12-02-2000           | Miami, Verenigde Staten           | Colombia – Jamaica   | 1 – 0                | CONCACAF Gold Cup    |
| 3                    | 333.                 | 27-05-2000           | New York, Verenigde Staten        | Colombia – Jamaica   | 3 – 0                | Vriendschappelijk    |
| 4                    | 373.                 | 13-07-2003           | Miami, Verenigde Staten           | Colombia – Jamaica   | 1 – 0                | CONCACAF Gold Cup    |
| 5                    | 481.                 | 07-09-2011           | Fort Lauderdale, Verenigde Staten | Jamaica – Colombia   | 0 – 2                | Vriendschappelijk    |

### Japan
| Colombia vs. Japan | Colombia vs. Japan | Colombia vs. Japan | Colombia vs. Japan     | Colombia vs. Japan | Colombia vs. Japan | Colombia vs. Japan      |
| #                  | №                  | Datum              | Plaats                 | Wedstrijd          | Uitslag            | Competitie              |
| ------------------ | ------------------ | ------------------ | ---------------------- | ------------------ | ------------------ | ----------------------- |
| 1                  | 370.               | 22-06-2003         | St. Etienne, Frankrijk | Japan – Colombia   | 0 – 1              | FIFA Confederations Cup |
| 2                  | 426.               | 05-06-2007         | Saitama, Japan         | Japan – Colombia   | 0 – 0              | Vriendschappelijk       |

### Joegoslavië
| Colombia vs. Joegoslavië | Colombia vs. Joegoslavië | Colombia vs. Joegoslavië | Colombia vs. Joegoslavië | Colombia vs. Joegoslavië | Colombia vs. Joegoslavië | Colombia vs. Joegoslavië |
| #                        | №                        | Datum                    | Plaats                   | Wedstrijd                | Uitslag                  | Competitie               |
| ------------------------ | ------------------------ | ------------------------ | ------------------------ | ------------------------ | ------------------------ | ------------------------ |
| 1                        | 55.                      | 07-06-1962               | Arica, Chili             | Colombia – Joegoslavië   | 0 – 5                    | WK-eindronde             |
| 2                        | 110.                     | 30-01-1977               | Bogota, Colombia         | Colombia – Joegoslavië   | 0 – 1                    | Vriendschappelijk        |
| 3                        | 203.                     | 14-06-1990               | Bologna, Italië          | Joegoslavië – Colombia   | 1 – 0                    | WK-eindronde             |
| 4                        | 302.                     | 25-03-1998               | Bogota, Colombia         | Colombia – Joegoslavië   | 0 – 0                    | Vriendschappelijk        |

### Kameroen
| Colombia vs. Kameroen | Colombia vs. Kameroen | Colombia vs. Kameroen | Colombia vs. Kameroen  | Colombia vs. Kameroen | Colombia vs. Kameroen | Colombia vs. Kameroen   |
| #                     | №                     | Datum                 | Plaats                 | Wedstrijd             | Uitslag               | Competitie              |
| --------------------- | --------------------- | --------------------- | ---------------------- | --------------------- | --------------------- | ----------------------- |
| 1                     | 205.                  | 23-06-1990            | Napels, Italië         | Colombia – Kameroen   | 1 – 2                 | WK-eindronde            |
| 2                     | 371.                  | 26-06-2003            | Lyon, Frankrijk        | Kameroen – Colombia   | 1 – 0                 | FIFA Confederations Cup |
| 3                     | 491.                  | 16-10-2012            | Barranquilla, Colombia | Colombia – Kameroen   | 3 – 0                 | Vriendschappelijk       |

### Liberia
| Colombia vs. Liberia | Colombia vs. Liberia | Colombia vs. Liberia | Colombia vs. Liberia       | Colombia vs. Liberia | Colombia vs. Liberia | Colombia vs. Liberia |
| #                    | №                    | Datum                | Plaats                     | Wedstrijd            | Uitslag              | Competitie           |
| -------------------- | -------------------- | -------------------- | -------------------------- | -------------------- | -------------------- | -------------------- |
| 1                    | 354.                 | 04-08-2001           | New York, Verenigde Staten | Colombia – Liberia   | 2 – 1                | Vriendschappelijk    |

### Marokko
| Colombia vs. Marokko | Colombia vs. Marokko | Colombia vs. Marokko | Colombia vs. Marokko | Colombia vs. Marokko | Colombia vs. Marokko | Colombia vs. Marokko |
| #                    | №                    | Datum                | Plaats               | Wedstrijd            | Uitslag              | Competitie           |
| -------------------- | -------------------- | -------------------- | -------------------- | -------------------- | -------------------- | -------------------- |
| 1                    | 419.                 | 04-06-2006           | Barcelona, Spanje    | Marokko – Colombia   | 0 – 2                | Vriendschappelijk    |

### Mexico
| Colombia vs. Mexico | Colombia vs. Mexico | Colombia vs. Mexico | Colombia vs. Mexico           | Colombia vs. Mexico | Colombia vs. Mexico | Colombia vs. Mexico |
| #                   | №                   | Datum               | Plaats                        | Wedstrijd           | Uitslag             | Competitie          |
| ------------------- | ------------------- | ------------------- | ----------------------------- | ------------------- | ------------------- | ------------------- |
| 1                   | 1.                  | 10-02-1938          | Panama-Stad, Panama           | Colombia – Mexico   | 1 – 3               | CAC Games           |
| 2                   | 50.                 | 01-04-1962          | Bogota, Colombia              | Colombia – Mexico   | 0 – 1               | Vriendschappelijk   |
| 3                   | 51.                 | 04-04-1962          | Cali, Colombia                | Colombia – Mexico   | 2 – 2               | Vriendschappelijk   |
| 4                   | 52.                 | 25-04-1962          | Mexico-Stad, Mexico           | Mexico – Colombia   | 1 – 0               | Vriendschappelijk   |
| 5                   | 70.                 | 16-10-1968          | Bogota, Colombia              | Colombia – Mexico   | 0 – 1               | Vriendschappelijk   |
| 6                   | 71.                 | 04-02-1969          | León, Mexico                  | Mexico – Colombia   | 1 – 0               | Vriendschappelijk   |
| 7                   | 145.                | 09-10-1984          | Los Angeles, Verenigde Staten | Mexico – Colombia   | 1 – 0               | Vriendschappelijk   |
| 8                   | 206.                | 29-01-1991          | León, Mexico                  | Mexico – Colombia   | 0 – 0               | Vriendschappelijk   |
| 9                   | 218.                | 02-08-1992          | Los Angeles, Verenigde Staten | Mexico – Colombia   | 0 – 0               | LA Friendship Cup   |
| 10                  | 225.                | 16-06-1993          | Machala, Ecuador              | Colombia – Mexico   | 2 – 1               | Copa América        |
| 11                  | 243.                | 02-03-1994          | Mexico-Stad, Mexico           | Mexico – Colombia   | 0 – 0               | Vriendschappelijk   |
| 12                  | 258.                | 21-06-1995          | Washington, Verenigde Staten  | Mexico – Colombia   | 0 – 0               | US Cup              |
| 13                  | 269.                | 30-11-1995          | Los Angeles, Verenigde Staten | Colombia – Mexico   | 2 – 2               | Vriendschappelijk   |
| 14                  | 289.                | 13-06-1997          | Santa Cruz, Bolivia           | Mexico – Colombia   | 2 – 1               | Copa América        |
| 15                  | 324.                | 20-10-1999          | San Diego, Verenigde Staten   | Colombia – Mexico   | 0 – 0               | Vriendschappelijk   |
| 16                  | 342.                | 31-01-2001          | Los Angeles, Verenigde Staten | Colombia – Mexico   | 3 – 2               | Vriendschappelijk   |
| 17                  | 353.                | 29-07-2001          | Bogota, Colombia              | Colombia – Mexico   | 1 – 0               | Copa América        |
| 18                  | 362.                | 12-05-2002          | Mexico-Stad, Mexico           | Mexico – Colombia   | 2 – 1               | Vriendschappelijk   |
| 19                  | 364.                | 12-02-2003          | Phoenix, Verenigde Staten     | Mexico – Colombia   | 0 – 0               | Vriendschappelijk   |
| 20                  | 399.                | 23-02-2005          | Culiacán, Mexico              | Mexico – Colombia   | 1 – 1               | Vriendschappelijk   |
| 21                  | 409.                | 17-07-2005          | Houston, Verenigde Staten     | Colombia – Mexico   | 2 – 1               | CONCACAF Gold Cup   |
| 22                  | 197.                | 17-04-1990          | Los Angeles, Verenigde Staten | Colombia – Mexico   | 0 – 2               | Vriendschappelijk   |
| 23                  | 431.                | 22-08-2007          | Denver, Verenigde Staten      | Colombia – Mexico   | 1 – 0               | Vriendschappelijk   |
| 24                  | 460.                | 30-09-2009          | Dallas, Verenigde Staten      | Colombia – Mexico   | 2 – 1               | Vriendschappelijk   |
| 25                  | 468.                | 08-09-2010          | Monterrey, Mexico             | Mexico – Colombia   | 1 – 0               | Vriendschappelijk   |
| 26                  | 485.                | 29-02-2012          | Miami, Verenigde Staten       | Mexico – Colombia   | 0 – 2               | Vriendschappelijk   |

### Montenegro
| Colombia vs. Montenegro | Colombia vs. Montenegro | Colombia vs. Montenegro | Colombia vs. Montenegro | Colombia vs. Montenegro | Colombia vs. Montenegro | Colombia vs. Montenegro |
| #                       | №                       | Datum                   | Plaats                  | Wedstrijd               | Uitslag                 | Competitie              |
| ----------------------- | ----------------------- | ----------------------- | ----------------------- | ----------------------- | ----------------------- | ----------------------- |
| 1                       | 425.                    | 03-06-2007              | Matsumoto, Japan        | Colombia – Montenegro   | 1 – 0                   | Vriendschappelijk       |

### Nederland
| Colombia vs. Nederland | Colombia vs. Nederland | Colombia vs. Nederland | Colombia vs. Nederland | Colombia vs. Nederland | Colombia vs. Nederland | Colombia vs. Nederland |
| #                      | №                      | Datum                  | Plaats                 | Wedstrijd              | Uitslag                | Competitie             |
| ---------------------- | ---------------------- | ---------------------- | ---------------------- | ---------------------- | ---------------------- | ---------------------- |
| 1                      | 503.                   | 19-11-2013             | Amsterdam, Nederland   | Nederland – Colombia   | 0 – 0                  | Vriendschappelijk      |

### Nederlandse Antillen
| Colombia vs. Nederlandse Antillen | Colombia vs. Nederlandse Antillen | Colombia vs. Nederlandse Antillen | Colombia vs. Nederlandse Antillen | Colombia vs. Nederlandse Antillen | Colombia vs. Nederlandse Antillen | Colombia vs. Nederlandse Antillen |
| #                                 | №                                 | Datum                             | Plaats                            | Wedstrijd                         | Uitslag                           | Competitie                        |
| --------------------------------- | --------------------------------- | --------------------------------- | --------------------------------- | --------------------------------- | --------------------------------- | --------------------------------- |
| 1                                 | 16.                               | 09-12-1946                        | Barranquilla, Colombia            | Colombia – Curaçao                | 4 – 2                             | CAC Games                         |

### Nigeria
| Colombia vs. Nigeria | Colombia vs. Nigeria | Colombia vs. Nigeria | Colombia vs. Nigeria         | Colombia vs. Nigeria | Colombia vs. Nigeria | Colombia vs. Nigeria |
| #                    | №                    | Datum                | Plaats                       | Wedstrijd            | Uitslag              | Competitie           |
| -------------------- | -------------------- | -------------------- | ---------------------------- | -------------------- | -------------------- | -------------------- |
| 1                    | 245.                 | 17-04-1994           | Armenia, Colombia            | Colombia – Nigeria   | 1 – 0                | Vriendschappelijk    |
| 2                    | 257.                 | 17-06-1995           | Piscataway, Verenigde Staten | Colombia – Nigeria   | 1 – 0                | US Cup               |
| 3                    | 450.                 | 19-11-2008           | Cali, Colombia               | Colombia – Nigeria   | 1 – 0                | Vriendschappelijk    |
| 4                    | 465.                 | 30-05-2010           | Milton Keynes, Engeland      | Nigeria – Colombia   | 1 – 1                | Vriendschappelijk    |

### Noord-Ierland
| Colombia vs. Noord-Ierland | Colombia vs. Noord-Ierland | Colombia vs. Noord-Ierland | Colombia vs. Noord-Ierland | Colombia vs. Noord-Ierland | Colombia vs. Noord-Ierland | Colombia vs. Noord-Ierland |
| #                          | №                          | Datum                      | Plaats                     | Wedstrijd                  | Uitslag                    | Competitie                 |
| -------------------------- | -------------------------- | -------------------------- | -------------------------- | -------------------------- | -------------------------- | -------------------------- |
| 1                          | 248.                       | 03-06-1994                 | Boston, Verenigde Staten   | Colombia – Noord-Ierland   | 2 – 0                      | Vriendschappelijk          |

### Noorwegen
| Colombia vs. Noorwegen | Colombia vs. Noorwegen | Colombia vs. Noorwegen | Colombia vs. Noorwegen | Colombia vs. Noorwegen | Colombia vs. Noorwegen | Colombia vs. Noorwegen |
| #                      | №                      | Datum                  | Plaats                 | Wedstrijd              | Uitslag                | Competitie             |
| ---------------------- | ---------------------- | ---------------------- | ---------------------- | ---------------------- | ---------------------- | ---------------------- |
| 1                      | 3000.                  | 08-10-1997             | Oslo, Noorwegen        | Noorwegen – Colombia   | 0 – 0                  | Vriendschappelijk      |

### Oost-Duitsland
| Colombia vs. Duitse Democratische Republiek | Colombia vs. Duitse Democratische Republiek | Colombia vs. Duitse Democratische Republiek | Colombia vs. Duitse Democratische Republiek | Colombia vs. Duitse Democratische Republiek | Colombia vs. Duitse Democratische Republiek | Colombia vs. Duitse Democratische Republiek |
| #                                           | №                                           | Datum                                       | Plaats                                      | Wedstrijd                                   | Uitslag                                     | Competitie                                  |
| ------------------------------------------- | ------------------------------------------- | ------------------------------------------- | ------------------------------------------- | ------------------------------------------- | ------------------------------------------- | ------------------------------------------- |
| 1                                           | 90.                                         | 15-02-1973                                  | Bogota, Colombia                            | Colombia – Oost-Duitsland                   | 0 – 2                                       | Vriendschappelijk                           |

### Panama
| Colombia vs. Panama | Colombia vs. Panama | Colombia vs. Panama | Colombia vs. Panama        | Colombia vs. Panama | Colombia vs. Panama | Colombia vs. Panama |
| #                   | №                   | Datum               | Plaats                     | Wedstrijd           | Uitslag             | Competitie          |
| ------------------- | ------------------- | ------------------- | -------------------------- | ------------------- | ------------------- | ------------------- |
| 1                   | 2.                  | 14-02-1938          | Panama-Stad, Panama        | Panama – Colombia   | 2 – 4               | CAC Games           |
| 2                   | 21.                 | 20-12-1946          | Barranquilla, Colombia     | Colombia – Panama   | 2 – 1               | CAC Games           |
| 3                   | 406.                | 06-07-2005          | Miami, Verenigde Staten    | Colombia – Panama   | 0 – 1               | CONCACAF Gold Cup   |
| 4                   | 410.                | 21-07-2005          | New York, Verenigde Staten | Colombia – Panama   | 2 – 3               | CONCACAF Gold Cup   |
| 5                   | 424.                | 09-05-2007          | Panama-Stad, Panama        | Panama – Colombia   | 0 – 4               | Vriendschappelijk   |

### Paraguay
| Colombia vs. Paraguay | Colombia vs. Paraguay | Colombia vs. Paraguay | Colombia vs. Paraguay       | Colombia vs. Paraguay | Colombia vs. Paraguay | Colombia vs. Paraguay |
| #                     | №                     | Datum                 | Plaats                      | Wedstrijd             | Uitslag               | Competitie            |
| --------------------- | --------------------- | --------------------- | --------------------------- | --------------------- | --------------------- | --------------------- |
| 1                     | 26.                   | 20-12-1947            | Guayaquil, Ecuador          | Colombia – Paraguay   | 0 – 2                 | Copa América          |
| 2                     | 29.                   | 06-04-1949            | São Paulo, Brazilië         | Paraguay – Colombia   | 3 – 0                 | Copa América          |
| 3                     | 43.                   | 20-06-1957            | Bogota, Colombia            | Colombia – Paraguay   | 2 – 3                 | WK-kwalificatie       |
| 4                     | 44.                   | 23-06-1957            | Medellín, Colombia          | Colombia – Paraguay   | 1 – 2                 | Vriendschappelijk     |
| 5                     | 46.                   | 07-07-1957            | Asunción, Paraguay          | Paraguay – Colombia   | 3 – 0                 | WK-kwalificatie       |
| 6                     | 59.                   | 20-03-1963            | Cochabamba, Bolivia         | Paraguay – Colombia   | 3 – 2                 | Copa América          |
| 7                     | 81.                   | 10-08-1969            | Bogota, Colombia            | Colombia – Paraguay   | 0 – 1                 | WK-kwalificatie       |
| 8                     | 83.                   | 24-08-1969            | Asunción, Paraguay          | Paraguay – Colombia   | 2 – 1                 | WK-kwalificatie       |
| 9                     | 98.                   | 20-07-1975            | Bogota, Colombia            | Colombia – Paraguay   | 1 – 0                 | Copa América          |
| 10                    | 100.                  | 30-07-1975            | Asunción, Paraguay          | Paraguay – Colombia   | 0 – 1                 | Copa América          |
| 11                    | 112.                  | 24-02-1977            | Bogota, Colombia            | Colombia – Paraguay   | 0 – 1                 | WK-kwalificatie       |
| 12                    | 113.                  | 06-03-1977            | Asunción, Paraguay          | Paraguay – Colombia   | 1 – 1                 | WK-kwalificatie       |
| 13                    | 126.                  | 15-03-1981            | Asunción, Paraguay          | Paraguay – Colombia   | 0 – 2                 | Vriendschappelijk     |
| 14                    | 152.                  | 28-02-1985            | Asunción, Paraguay          | Paraguay – Colombia   | 0 – 3                 | Vriendschappelijk     |
| 15                    | 153.                  | 17-04-1985            | Pereira, Colombia           | Colombia – Paraguay   | 1 – 0                 | Vriendschappelijk     |
| 16                    | 154.                  | 19-04-1985            | Bogota, Colombia            | Colombia – Paraguay   | 2 – 2                 | Vriendschappelijk     |
| 17                    | 164.                  | 27-10-1985            | Asunción, Paraguay          | Paraguay – Colombia   | 3 – 0                 | WK-kwalificatie       |
| 18                    | 165.                  | 03-11-1985            | Cali, Colombia              | Colombia – Paraguay   | 2 – 1                 | WK-kwalificatie       |
| 19                    | 169.                  | 05-07-1987            | Rosario, Argentinië         | Colombia – Paraguay   | 3 – 0                 | Copa América          |
| 20                    | 184.                  | 05-07-1989            | Salvador, Brazilië          | Colombia – Paraguay   | 0 – 1                 | Copa América          |
| 21                    | 189.                  | 27-08-1989            | Asunción, Paraguay          | Paraguay – Colombia   | 2 – 1                 | WK-kwalificatie       |
| 22                    | 191.                  | 17-09-1989            | Barranquilla, Colombia      | Colombia – Paraguay   | 2 – 1                 | WK-kwalificatie       |
| 23                    | 231.                  | 01-08-1993            | Barranquilla, Colombia      | Colombia – Paraguay   | 0 – 0                 | WK-kwalificatie       |
| 24                    | 234.                  | 22-08-1993            | Asunción, Paraguay          | Paraguay – Colombia   | 1 – 1                 | WK-kwalificatie       |
| 25                    | 263.                  | 16-07-1995            | Montevideo, Uruguay         | Paraguay – Colombia   | 1 – 1                 | Copa América          |
| 26                    | 274.                  | 24-04-1996            | Barranquilla, Colombia      | Colombia – Paraguay   | 1 – 0                 | WK-kwalificatie       |
| 27                    | 286.                  | 02-04-1997            | Asunción, Paraguay          | Paraguay – Colombia   | 2 – 1                 | WK-kwalificatie       |
| 28                    | 303.                  | 28-03-1998            | New Haven, Verenigde Staten | Colombia – Paraguay   | 1 – 1                 | Vriendschappelijk     |
| 29                    | 314.                  | 22-04-1999            | Luque, Paraguay             | Paraguay – Colombia   | 0 – 2                 | Vriendschappelijk     |
| 30                    | 317.                  | 24-06-1999            | Ciudad del Este, Paraguay   | Paraguay – Colombia   | 2 – 1                 | Vriendschappelijk     |
| 31                    | 340.                  | 07-10-2000            | Bogota, Colombia            | Colombia – Paraguay   | 0 – 2                 | WK-kwalificatie       |
| 32                    | 359.                  | 14-11-2001            | Asunción, Paraguay          | Paraguay – Colombia   | 0 – 4                 | WK-kwalificatie       |
| 33                    | 394.                  | 09-10-2004            | Barranquilla, Colombia      | Colombia – Paraguay   | 1 – 1                 | WK-kwalificatie       |
| 34                    | 413.                  | 12-10-2005            | Asunción, Paraguay          | Paraguay – Colombia   | 0 – 1                 | WK-kwalificatie       |
| 35                    | 423.                  | 28-03-2007            | Bogota, Colombia            | Colombia – Paraguay   | 2 – 0                 | Vriendschappelijk     |
| 36                    | 428.                  | 28-06-2007            | Maracaibo, Venezuela        | Colombia – Paraguay   | 0 – 5                 | Copa América          |
| 37                    | 433.                  | 12-09-2007            | Bogota, Colombia            | Colombia – Paraguay   | 1 – 0                 | Vriendschappelijk     |
| 38                    | 448.                  | 11-10-2008            | Bogota, Colombia            | Colombia – Paraguay   | 0 – 1                 | WK-kwalificatie       |
| 39                    | 462.                  | 14-10-2009            | Asunción, Paraguay          | Paraguay – Colombia   | 0 – 2                 | WK-kwalificatie       |
| 40                    | 490.                  | 11-10-2012            | Barranquilla, Colombia      | Colombia – Paraguay   | 2 – 0                 | WK-kwalificatie       |
| 41                    | 501.                  | 15-10-2013            | Asunción, Paraguay          | Paraguay – Colombia   | 1 – 2                 | WK-kwalificatie       |

### Peru
| Colombia vs. Peru | Colombia vs. Peru | Colombia vs. Peru | Colombia vs. Peru           | Colombia vs. Peru | Colombia vs. Peru | Colombia vs. Peru |
| #                 | №                 | Datum             | Plaats                      | Wedstrijd         | Uitslag           | Competitie        |
| ----------------- | ----------------- | ----------------- | --------------------------- | ----------------- | ----------------- | ----------------- |
| 1                 | 6.                | 08-08-1938        | Bogota, Colombia            | Colombia – Peru   | 2 – 4             | Bolivarian Games  |
| 2                 | 27.               | 23-12-1947        | Guayaquil, Ecuador          | Peru – Colombia   | 5 – 1             | Copa América      |
| 3                 | 30.               | 10-04-1949        | Rio de Janeiro, Brazilië    | Colombia – Peru   | 0 – 4             | Copa América      |
| 4                 | 40.               | 27-03-1957        | Lima, Peru                  | Peru – Colombia   | 4 – 1             | Copa América      |
| 5                 | 48.               | 30-04-1961        | Bogota, Colombia            | Colombia – Peru   | 1 – 0             | WK-kwalificatie   |
| 6                 | 49.               | 07-05-1961        | Lima, Peru                  | Peru – Colombia   | 1 – 1             | WK-kwalificatie   |
| 7                 | 60.               | 24-03-1963        | La Paz, Bolivia             | Peru – Colombia   | 1 – 1             | Copa América      |
| 8                 | 73.               | 08-05-1969        | Bogota, Colombia            | Colombia – Peru   | 1 – 3             | Vriendschappelijk |
| 9                 | 75.               | 18-06-1969        | Lima, Peru                  | Peru – Colombia   | 1 – 1             | Vriendschappelijk |
| 10                | 85.               | 29-03-1972        | Bogota, Colombia            | Colombia – Peru   | 1 – 1             | Vriendschappelijk |
| 11                | 87.               | 06-06-1972        | Lima, Peru                  | Peru – Colombia   | 0 – 0             | Vriendschappelijk |
| 12                | 96.               | 01-07-1973        | Lima, Peru                  | Peru – Colombia   | 3 – 1             | Vriendschappelijk |
| 13                | 104.              | 16-10-1975        | Bogota, Colombia            | Colombia – Peru   | 1 – 0             | Copa América      |
| 14                | 105.              | 22-10-1975        | Lima, Peru                  | Peru – Colombia   | 2 – 0             | Copa América      |
| 15                | 106.              | 28-10-1975        | Caracas, Venezuela          | Colombia – Peru   | 0 – 1             | Copa América      |
| 16                | 117.              | 18-07-1979        | Lima, Peru                  | Peru – Colombia   | 0 – 1             | Vriendschappelijk |
| 17                | 118.              | 25-07-1979        | Bogota, Colombia            | Colombia – Peru   | 1 – 2             | Vriendschappelijk |
| 18                | 129.              | 26-07-1981        | Bogota, Colombia            | Colombia – Peru   | 1 – 1             | WK-kwalificatie   |
| 19                | 131.              | 16-08-1981        | Lima, Peru                  | Peru – Colombia   | 2 – 0             | WK-kwalificatie   |
| 20                | 139.              | 17-08-1983        | Lima, Peru                  | Peru – Colombia   | 1 – 0             | Copa América      |
| 21                | 140.              | 28-08-1983        | Bogota, Colombia            | Colombia – Peru   | 2 – 2             | Copa América      |
| 22                | 142.              | 26-07-1984        | Medellín, Colombia          | Colombia – Peru   | 1 – 1             | Vriendschappelijk |
| 23                | 143.              | 09-08-1984        | Lima, Peru                  | Peru – Colombia   | 0 – 0             | Vriendschappelijk |
| 24                | 158.              | 26-05-1985        | Bogota, Colombia            | Colombia – Peru   | 1 – 0             | WK-kwalificatie   |
| 25                | 160.              | 09-06-1985        | Lima, Peru                  | Peru – Colombia   | 0 – 0             | WK-kwalificatie   |
| 26                | 178.              | 03-02-1989        | Pereira, Colombia           | Colombia – Peru   | 1 – 0             | Copa Centenario   |
| 27                | 186.              | 09-07-1989        | Recife, Brazilië            | Peru – Colombia   | 1 – 1             | Copa América      |
| 28                | 232.              | 08-08-1993        | Lima, Peru                  | Peru – Colombia   | 0 – 1             | WK-kwalificatie   |
| 29                | 235.              | 29-08-1993        | Barranquilla, Colombia      | Colombia – Peru   | 4 – 0             | WK-kwalificatie   |
| 30                | 246.              | 03-05-1994        | Miami, Verenigde Staten     | Colombia – Peru   | 1 – 0             | Miami Cup         |
| 31                | 260.              | 07-07-1995        | Rivera, Uruguay             | Peru – Colombia   | 1 – 1             | Copa América      |
| 32                | 276.              | 02-06-1996        | Lima, Peru                  | Peru – Colombia   | 1 – 1             | WK-kwalificatie   |
| 33                | 287.              | 30-04-1997        | Barranquilla, Colombia      | Colombia – Peru   | 0 – 1             | WK-kwalificatie   |
| 34                | 297.              | 24-08-1997        | Lima, Peru                  | Peru – Colombia   | 2 – 1             | Vriendschappelijk |
| 35                | 316.              | 17-06-1999        | Manizales, Colombia         | Colombia – Peru   | 3 – 3             | Vriendschappelijk |
| 36                | 329.              | 23-02-2000        | San Diego, Verenigde Staten | Colombia – Peru   | 2 – 1             | CONCACAF Gold Cup |
| 37                | 336.              | 19-07-2000        | Lima, Peru                  | Peru – Colombia   | 0 – 1             | WK-kwalificatie   |
| 38                | 351.              | 23-07-2001        | Armenia, Colombia           | Colombia – Peru   | 3 – 0             | Copa América      |
| 39                | 355.              | 16-08-2001        | Bogota, Colombia            | Colombia – Peru   | 0 – 1             | WK-kwalificatie   |
| 40                | 382.              | 31-03-2004        | Lima, Peru                  | Peru – Colombia   | 0 – 2             | WK-kwalificatie   |
| 41                | 389.              | 12-07-2004        | Trujillo, Peru              | Peru – Colombia   | 2 – 2             | Copa América      |
| 42                | 404.              | 04-06-2005        | Barranquilla, Colombia      | Colombia – Peru   | 5 – 0             | WK-kwalificatie   |
| 43                | 432.              | 08-09-2007        | Lima, Peru                  | Peru – Colombia   | 2 – 2             | Vriendschappelijk |
| 44                | 443.              | 14-06-2008        | Lima, Peru                  | Peru – Colombia   | 1 – 1             | WK-kwalificatie   |
| 45                | 455.              | 10-06-2009        | Medellín, Colombia          | Colombia – Peru   | 1 – 0             | WK-kwalificatie   |
| 46                | 471.              | 17-11-2010        | Bogota, Colombia            | Colombia – Peru   | 1 – 1             | Vriendschappelijk |
| 47                | 479.              | 16-07-2011        | Córdoba, Argentinië         | Colombia – Peru   | 0 – 2             | Copa América      |
| 48                | 486.              | 03-06-2012        | Lima, Peru                  | Peru – Colombia   | 0 – 1             | WK-kwalificatie   |

### Polen
| Colombia vs. Polen | Colombia vs. Polen | Colombia vs. Polen | Colombia vs. Polen        | Colombia vs. Polen | Colombia vs. Polen | Colombia vs. Polen |
| #                  | №                  | Datum              | Plaats                    | Wedstrijd          | Uitslag            | Competitie         |
| ------------------ | ------------------ | ------------------ | ------------------------- | ------------------ | ------------------ | ------------------ |
| 1                  | 123.               | 09-07-1980         | Bogota, Colombia          | Colombia – Polen   | 1 – 4              | Vriendschappelijk  |
| 2                  | 133.               | 14-02-1983         | Bogota, Colombia          | Colombia – Polen   | 1 – 0              | Vriendschappelijk  |
| 3                  | 135.               | 17-07-1983         | Bogota, Colombia          | Colombia – Polen   | 1 – 1              | Vriendschappelijk  |
| 4                  | 148.               | 10-02-1985         | Bogota, Colombia          | Colombia – Polen   | 1 – 2              | Vriendschappelijk  |
| 5                  | 149.               | 14-02-1985         | Cali, Colombia            | Colombia – Polen   | 1 – 0              | Vriendschappelijk  |
| 6                  | 199.               | 04-05-1990         | Chicago, Verenigde Staten | Colombia – Polen   | 2 – 1              | Vriendschappelijk  |
| 7                  | 417.               | 30-05-2006         | Chorzów, Polen            | Polen – Colombia   | 1 – 2              | Vriendschappelijk  |

### Puerto Rico
| Colombia vs. Puerto Rico | Colombia vs. Puerto Rico | Colombia vs. Puerto Rico | Colombia vs. Puerto Rico | Colombia vs. Puerto Rico | Colombia vs. Puerto Rico | Colombia vs. Puerto Rico |
| #                        | №                        | Datum                    | Plaats                   | Wedstrijd                | Uitslag                  | Competitie               |
| ------------------------ | ------------------------ | ------------------------ | ------------------------ | ------------------------ | ------------------------ | ------------------------ |
| 1                        | 19.                      | 16-12-1946               | Barranquilla, Colombia   | Colombia – Puerto Rico   | 4 – 1                    | CAC Games                |

### Roemenië
| Colombia vs. Roemenië | Colombia vs. Roemenië | Colombia vs. Roemenië | Colombia vs. Roemenië      | Colombia vs. Roemenië | Colombia vs. Roemenië | Colombia vs. Roemenië |
| #                     | №                     | Datum                 | Plaats                     | Wedstrijd             | Uitslag               | Competitie            |
| --------------------- | --------------------- | --------------------- | -------------------------- | --------------------- | --------------------- | --------------------- |
| 1                     | 250.                  | 18-06-1994            | Pasadena, Verenigde Staten | Colombia – Roemenië   | 1 – 3                 | WK-eindronde          |
| 2                     | 308.                  | 15-06-1998            | Lyon, Frankrijk            | Roemenië – Colombia   | 1 – 0                 | WK-eindronde          |
| 3                     | 416.                  | 27-05-2006            | Chicago, Verenigde Staten  | Colombia – Roemenië   | 0 – 0                 | Vriendschappelijk     |

### Saoedi-Arabië
| Colombia vs. Saoedi-Arabië | Colombia vs. Saoedi-Arabië | Colombia vs. Saoedi-Arabië | Colombia vs. Saoedi-Arabië | Colombia vs. Saoedi-Arabië | Colombia vs. Saoedi-Arabië | Colombia vs. Saoedi-Arabië |
| #                          | №                          | Datum                      | Plaats                     | Wedstrijd                  | Uitslag                    | Competitie                 |
| -------------------------- | -------------------------- | -------------------------- | -------------------------- | -------------------------- | -------------------------- | -------------------------- |
| 1                          | 238.                       | 06-02-1994                 | Jeddah, Saoedi-Arabië      | Saoedi-Arabië – Colombia   | 1 – 1                      | Vriendschappelijk          |
| 2                          | 239.                       | 10-02-1994                 | Jeddah, Saoedi-Arabië      | Saoedi-Arabië – Colombia   | 0 – 1                      | Vriendschappelijk          |

### Senegal
| Colombia vs. Senegal | Colombia vs. Senegal | Colombia vs. Senegal | Colombia vs. Senegal | Colombia vs. Senegal | Colombia vs. Senegal | Colombia vs. Senegal |
| #                    | №                    | Datum                | Plaats               | Wedstrijd            | Uitslag              | Competitie           |
| -------------------- | -------------------- | -------------------- | -------------------- | -------------------- | -------------------- | -------------------- |
| 1                    | 475.                 | 25-06-2011           | Medellín, Colombia   | Colombia – Senegal   | 2 – 0                | Vriendschappelijk    |

### Servië
| Colombia vs. Servië | Colombia vs. Servië | Colombia vs. Servië | Colombia vs. Servië | Colombia vs. Servië | Colombia vs. Servië | Colombia vs. Servië |
| #                   | №                   | Datum               | Plaats              | Wedstrijd           | Uitslag             | Competitie          |
| ------------------- | ------------------- | ------------------- | ------------------- | ------------------- | ------------------- | ------------------- |
| 1                   | 497.                | 14-08-2013          | Barcelona, Spanje   | Colombia – Servië   | 1 – 0               | Vriendschappelijk   |

### Schotland
| Colombia vs. Schotland | Colombia vs. Schotland | Colombia vs. Schotland | Colombia vs. Schotland       | Colombia vs. Schotland | Colombia vs. Schotland | Colombia vs. Schotland |
| #                      | №                      | Datum                  | Plaats                       | Wedstrijd              | Uitslag                | Competitie             |
| ---------------------- | ---------------------- | ---------------------- | ---------------------------- | ---------------------- | ---------------------- | ---------------------- |
| 1                      | 174.                   | 17-05-1988             | Glasgow, Schotland           | Schotland – Colombia   | 0 – 0                  | Stanley Rous Cup       |
| 2                      | 275.                   | 29-05-1996             | Miami, Verenigde Staten      | Colombia – Schotland   | 1 – 0                  | Vriendschappelijk      |
| 3                      | 305.                   | 23-05-1998             | New Jersey, Verenigde Staten | Colombia – Schotland   | 2 – 2                  | Vriendschappelijk      |

### Slowakije
| Colombia vs. Slowakije | Colombia vs. Slowakije | Colombia vs. Slowakije | Colombia vs. Slowakije     | Colombia vs. Slowakije | Colombia vs. Slowakije | Colombia vs. Slowakije |
| #                      | №                      | Datum                  | Plaats                     | Wedstrijd              | Uitslag                | Competitie             |
| ---------------------- | ---------------------- | ---------------------- | -------------------------- | ---------------------- | ---------------------- | ---------------------- |
| 1                      | 284.                   | 08-02-1997             | Pereira, Colombia          | Colombia – Slowakije   | 1 – 0                  | Vriendschappelijk      |
| 2                      | 325.                   | 19-11-1999             | Bogota, Colombia           | Colombia – Slowakije   | 1 – 0                  | Vriendschappelijk      |
| 3                      | 376.                   | 20-08-2003             | New York, Verenigde Staten | Colombia – Slowakije   | 0 – 0                  | Vriendschappelijk      |

### Sovjet-Unie
| Colombia vs. Sovjet-Unie | Colombia vs. Sovjet-Unie | Colombia vs. Sovjet-Unie | Colombia vs. Sovjet-Unie      | Colombia vs. Sovjet-Unie | Colombia vs. Sovjet-Unie | Colombia vs. Sovjet-Unie |
| #                        | №                        | Datum                    | Plaats                        | Wedstrijd                | Uitslag                  | Competitie               |
| ------------------------ | ------------------------ | ------------------------ | ----------------------------- | ------------------------ | ------------------------ | ------------------------ |
| 1                        | 54.                      | 03-06-1962               | Arica, Chili                  | Colombia – Sovjet-Unie   | 4 – 4                    | WK-eindronde             |
| 2                        | 72.                      | 20-02-1969               | Bogota, Colombia              | Colombia – Sovjet-Unie   | 1 – 3                    | Vriendschappelijk        |
| 3                        | 196.                     | 20-02-1990               | Los Angeles, Verenigde Staten | Colombia – Sovjet-Unie   | 0 – 0                    | Vriendschappelijk        |

### Spanje
| Colombia vs. Spanje | Colombia vs. Spanje | Colombia vs. Spanje | Colombia vs. Spanje | Colombia vs. Spanje | Colombia vs. Spanje | Colombia vs. Spanje |
| #                   | №                   | Datum               | Plaats              | Wedstrijd           | Uitslag             | Competitie          |
| ------------------- | ------------------- | ------------------- | ------------------- | ------------------- | ------------------- | ------------------- |
| 1                   | 115.                | 29-06-1979          | Bogota, Colombia    | Colombia – Spanje   | 1 – 1               | Vriendschappelijk   |
| 2                   | 116.                | 08-07-1979          | Caracas, Venezuela  | Colombia – Spanje   | 0 – 0               | Vriendschappelijk   |
| 3                   | 128.                | 02-07-1981          | Bogota, Colombia    | Colombia – Spanje   | 1 – 1               | Vriendschappelijk   |
| 4                   | 472.                | 09-02-2011          | Madrid, Spanje      | Spanje – Colombia   | 1 – 0               | Vriendschappelijk   |

### Trinidad en Tobago
| Colombia vs. Trinidad en Tobago | Colombia vs. Trinidad en Tobago | Colombia vs. Trinidad en Tobago | Colombia vs. Trinidad en Tobago | Colombia vs. Trinidad en Tobago | Colombia vs. Trinidad en Tobago | Colombia vs. Trinidad en Tobago |
| #                               | №                               | Datum                           | Plaats                          | Wedstrijd                       | Uitslag                         | Competitie                      |
| ------------------------------- | ------------------------------- | ------------------------------- | ------------------------------- | ------------------------------- | ------------------------------- | ------------------------------- |
| 1                               | 272.                            | 21-03-1996                      | Neiva, Colombia                 | Colombia – Trinidad en Tobago   | 3 – 0                           | Vriendschappelijk               |
| 2                               | 408.                            | 12-07-2005                      | Miami, Verenigde Staten         | Colombia – Trinidad en Tobago   | 2 – 0                           | CONCACAF Gold Cup               |
| 3                               | 322.                            | 08-09-1999                      | Miami, Verenigde Staten         | Colombia – Trinidad en Tobago   | 3 – 4                           | Vriendschappelijk               |

### Tunesië
| Colombia vs. Tunesië | Colombia vs. Tunesië | Colombia vs. Tunesië | Colombia vs. Tunesië   | Colombia vs. Tunesië | Colombia vs. Tunesië | Colombia vs. Tunesië |
| #                    | №                    | Datum                | Plaats                 | Wedstrijd            | Uitslag              | Competitie           |
| -------------------- | -------------------- | -------------------- | ---------------------- | -------------------- | -------------------- | -------------------- |
| 1                    | 309.                 | 22-06-1998           | Montpellier, Frankrijk | Colombia – Tunesië   | 1 – 0                | WK-eindronde         |

### Turkije
| Colombia vs. Turkije | Colombia vs. Turkije | Colombia vs. Turkije | Colombia vs. Turkije   | Colombia vs. Turkije | Colombia vs. Turkije | Colombia vs. Turkije    |
| #                    | №                    | Datum                | Plaats                 | Wedstrijd            | Uitslag              | Competitie              |
| -------------------- | -------------------- | -------------------- | ---------------------- | -------------------- | -------------------- | ----------------------- |
| 1                    | 372.                 | 28-06-2003           | St. Etienne, Frankrijk | Turkije – Colombia   | 2 – 1                | FIFA Confederations Cup |

### Uruguay
| Colombia vs. Uruguay | Colombia vs. Uruguay | Colombia vs. Uruguay | Colombia vs. Uruguay    | Colombia vs. Uruguay | Colombia vs. Uruguay | Colombia vs. Uruguay |
| #                    | №                    | Datum                | Plaats                  | Wedstrijd            | Uitslag              | Competitie           |
| -------------------- | -------------------- | -------------------- | ----------------------- | -------------------- | -------------------- | -------------------- |
| 1                    | 11.                  | 28-01-1945           | Santiago, Chili         | Colombia – Uruguay   | 0 – 7                | Copa América         |
| 2                    | 22.                  | 02-12-1947           | Guayaquil, Ecuador      | Colombia – Uruguay   | 0 – 2                | Copa América         |
| 3                    | 33.                  | 24-04-1949           | São Paulo, Brazilië     | Uruguay – Colombia   | 2 – 2                | Copa América         |
| 4                    | 37.                  | 17-03-1957           | Lima, Peru              | Uruguay – Colombia   | 0 – 1                | Copa América         |
| 5                    | 42.                  | 16-06-1957           | Bogota, Colombia        | Colombia – Uruguay   | 1 – 1                | WK-kwalificatie      |
| 6                    | 45.                  | 30-06-1957           | Montevideo, Uruguay     | Uruguay – Colombia   | 1 – 0                | WK-kwalificatie      |
| 7                    | 53.                  | 30-05-1962           | Arica, Chili            | Colombia – Uruguay   | 1 – 2                | WK-eindronde         |
| 8                    | 77.                  | 02-07-1969           | Cali, Colombia          | Colombia – Uruguay   | 0 – 1                | Vriendschappelijk    |
| 9                    | 94.                  | 24-06-1973           | Bogota, Colombia        | Colombia – Uruguay   | 0 – 0                | WK-kwalificatie      |
| 10                   | 97.                  | 05-07-1973           | Montevideo, Uruguay     | Uruguay – Colombia   | 1 – 0                | WK-kwalificatie      |
| 11                   | 102.                 | 21-09-1975           | Bogota, Colombia        | Colombia – Uruguay   | 3 – 0                | Copa América         |
| 12                   | 103.                 | 01-10-1975           | Montevideo, Uruguay     | Uruguay – Colombia   | 1 – 0                | Copa América         |
| 13                   | 107.                 | 15-10-1976           | Bogota, Colombia        | Colombia – Uruguay   | 1 – 2                | Vriendschappelijk    |
| 14                   | 130.                 | 09-08-1981           | Montevideo, Uruguay     | Uruguay – Colombia   | 3 – 2                | WK-kwalificatie      |
| 15                   | 132.                 | 13-09-1981           | Bogota, Colombia        | Colombia – Uruguay   | 1 – 1                | WK-kwalificatie      |
| 16                   | 151.                 | 24-02-1985           | Montevideo, Uruguay     | Uruguay – Colombia   | 3 – 0                | Vriendschappelijk    |
| 17                   | 156.                 | 28-04-1985           | Bogota, Colombia        | Colombia – Uruguay   | 2 – 1                | Vriendschappelijk    |
| 18                   | 177.                 | 07-08-1988           | Bogota, Colombia        | Colombia – Uruguay   | 2 – 1                | Copa Gonzalo Jimenez |
| 19                   | 187.                 | 06-08-1989           | Montevideo, Uruguay     | Uruguay – Colombia   | 0 – 0                | Vriendschappelijk    |
| 20                   | 194.                 | 02-02-1990           | Miami, Verenigde Staten | Colombia – Uruguay   | 0 – 2                | Orange Bowl Cup      |
| 21                   | 213.                 | 15-07-1991           | Viña del Mar, Chili     | Colombia – Uruguay   | 0 – 1                | Copa América         |
| 22                   | 228.                 | 26-06-1993           | Guayaquil, Ecuador      | Colombia – Uruguay   | 1 – 1                | Copa América         |
| 23                   | 256.                 | 22-03-1995           | Medellín, Colombia      | Colombia – Uruguay   | 2 – 1                | Vriendschappelijk    |
| 24                   | 264.                 | 19-07-1995           | Montevideo, Uruguay     | Uruguay – Colombia   | 2 – 0                | Copa América         |
| 25                   | 277.                 | 07-07-1996           | Barranquilla, Colombia  | Colombia – Uruguay   | 3 – 1                | WK-kwalificatie      |
| 26                   | 288.                 | 08-06-1997           | Montevideo, Uruguay     | Uruguay – Colombia   | 1 – 1                | WK-kwalificatie      |
| 27                   | 318.                 | 01-07-1999           | Luque, Paraguay         | Uruguay – Colombia   | 0 – 1                | Copa América         |
| 28                   | 338.                 | 15-08-2000           | Bogota, Colombia        | Colombia – Uruguay   | 1 – 0                | WK-kwalificatie      |
| 29                   | 357.                 | 07-10-2001           | Montevideo, Uruguay     | Uruguay – Colombia   | 1 – 1                | WK-kwalificatie      |
| 30                   | 385.                 | 06-06-2004           | Barranquilla, Colombia  | Colombia – Uruguay   | 5 – 0                | WK-kwalificatie      |
| 31                   | 392.                 | 24-07-2004           | Cusco, Peru             | Colombia – Uruguay   | 1 – 2                | Copa América         |
| 32                   | 411.                 | 04-09-2005           | Montevideo, Uruguay     | Uruguay – Colombia   | 3 – 2                | WK-kwalificatie      |
| 33                   | 421.                 | 07-02-2007           | Cúcuta, Colombia        | Colombia – Uruguay   | 1 – 3                | Vriendschappelijk    |
| 34                   | 438.                 | 06-02-2008           | Montevideo, Uruguay     | Uruguay – Colombia   | 2 – 2                | Vriendschappelijk    |
| 35                   | 446.                 | 06-09-2008           | Bogota, Colombia        | Colombia – Uruguay   | 0 – 1                | WK-kwalificatie      |
| 36                   | 459.                 | 09-09-2009           | Montevideo, Uruguay     | Uruguay – Colombia   | 3 – 1                | WK-kwalificatie      |
| 37                   | 488.                 | 07-09-2012           | Barranquilla, Colombia  | Colombia – Uruguay   | 4 – 0                | WK-kwalificatie      |
| 38                   | 499.                 | 10-09-2013           | Montevideo, Uruguay     | Uruguay – Colombia   | 2 – 0                | WK-kwalificatie      |

### Venezuela
| Colombia vs. Venezuela | Colombia vs. Venezuela | Colombia vs. Venezuela | Colombia vs. Venezuela       | Colombia vs. Venezuela | Colombia vs. Venezuela | Colombia vs. Venezuela |
| #                      | №                      | Datum                  | Plaats                       | Wedstrijd              | Uitslag                | Competitie             |
| ---------------------- | ---------------------- | ---------------------- | ---------------------------- | ---------------------- | ---------------------- | ---------------------- |
| 1                      | 5.                     | 23-02-1938             | Panama-Stad, Panama          | Venezuela – Colombia   | 2 – 1                  | CAC Games              |
| 2                      | 8.                     | 13-08-1938             | Bogota, Colombia             | Colombia – Venezuela   | 2 – 0                  | Bolivarian Games       |
| 3                      | 17.                    | 11-12-1946             | Barranquilla, Colombia       | Colombia – Venezuela   | 2 – 0                  | CAC Games              |
| 4                      | 78.                    | 27-07-1969             | Bogota, Colombia             | Colombia – Venezuela   | 3 – 0                  | WK-kwalificatie        |
| 5                      | 79.                    | 02-08-1969             | Caracas, Venezuela           | Venezuela – Colombia   | 1 – 1                  | WK-kwalificatie        |
| 6                      | 86.                    | 03-06-1972             | Caracas, Venezuela           | Venezuela – Colombia   | 2 – 1                  | Vriendschappelijk      |
| 7                      | 119.                   | 01-08-1979             | San Cristóbal, Venezuela     | Venezuela – Colombia   | 0 – 0                  | Copa América           |
| 8                      | 121.                   | 22-08-1979             | Bogota, Colombia             | Colombia – Venezuela   | 4 – 0                  | Copa América           |
| 9                      | 162.                   | 23-06-1985             | San Cristóbal, Venezuela     | Venezuela – Colombia   | 2 – 2                  | WK-kwalificatie        |
| 10                     | 163.                   | 30-06-1985             | Bogota, Colombia             | Colombia – Venezuela   | 2 – 0                  | WK-kwalificatie        |
| 11                     | 183.                   | 03-07-1989             | Salvador, Brazilië           | Colombia – Venezuela   | 4 – 2                  | Copa América           |
| 12                     | 219.                   | 24-02-1993             | San Cristóbal, Venezuela     | Venezuela – Colombia   | 0 – 0                  | Vriendschappelijk      |
| 13                     | 222.                   | 21-05-1993             | Bogota, Colombia             | Colombia – Venezuela   | 1 – 1                  | Vriendschappelijk      |
| 14                     | 237.                   | 28-01-1994             | Barinas, Venezuela           | Venezuela – Colombia   | 1 – 2                  | Vriendschappelijk      |
| 15                     | 283.                   | 15-12-1996             | Puerto Ordaz, Venezuela      | Venezuela – Colombia   | 0 – 2                  | WK-kwalificatie        |
| 16                     | 299.                   | 10-09-1997             | Barranquilla, Colombia       | Colombia – Venezuela   | 1 – 0                  | WK-kwalificatie        |
| 17                     | 312.                   | 30-03-1999             | Maracaibo, Venezuela         | Venezuela – Colombia   | 0 – 0                  | Vriendschappelijk      |
| 18                     | 313.                   | 15-04-1999             | Caracas, Venezuela           | Venezuela – Colombia   | 1 – 1                  | Vriendschappelijk      |
| 19                     | 334.                   | 04-06-2000             | Bogota, Colombia             | Colombia – Venezuela   | 3 – 0                  | WK-kwalificatie        |
| 20                     | 346.                   | 24-04-2001             | San Cristóbal, Venezuela     | Venezuela – Colombia   | 2 – 2                  | WK-kwalificatie        |
| 21                     | 348.                   | 11-07-2001             | Barranquilla, Colombia       | Colombia – Venezuela   | 2 – 0                  | Copa América           |
| 22                     | 360.                   | 07-05-2002             | Caracas, Venezuela           | Venezuela – Colombia   | 0 – 0                  | Vriendschappelijk      |
| 23                     | 379.                   | 15-11-2003             | Barranquilla, Colombia       | Colombia – Venezuela   | 0 – 1                  | WK-kwalificatie        |
| 24                     | 387.                   | 06-07-2004             | Lima, Peru                   | Colombia – Venezuela   | 1 – 0                  | Copa América           |
| 25                     | 401.                   | 26-03-2005             | Maracaibo, Venezuela         | Venezuela – Colombia   | 0 – 0                  | WK-kwalificatie        |
| 26                     | 414.                   | 01-03-2006             | Maracaibo, Venezuela         | Venezuela – Colombia   | 1 – 1                  | Vriendschappelijk      |
| 27                     | 436.                   | 17-11-2007             | Bogota, Colombia             | Colombia – Venezuela   | 1 – 0                  | WK-kwalificatie        |
| 28                     | 440.                   | 01-05-2008             | Bucaramanga, Colombia        | Colombia – Venezuela   | 5 – 2                  | Vriendschappelijk      |
| 29                     | 453.                   | 31-03-2009             | Puerto Ordaz, Venezuela      | Venezuela – Colombia   | 2 – 0                  | WK-kwalificatie        |
| 30                     | 457.                   | 12-08-2009             | New Jersey, Verenigde Staten | Colombia – Venezuela   | 1 – 2                  | Vriendschappelijk      |
| 31                     | 467.                   | 03-09-2010             | Puerto Ordaz, Venezuela      | Venezuela – Colombia   | 0 – 2                  | Vriendschappelijk      |
| 32                     | 483.                   | 11-11-2011             | Barranquilla, Colombia       | Colombia – Venezuela   | 1 – 1                  | WK-kwalificatie        |
| 33                     | 495.                   | 26-03-2013             | Puerto Ordaz, Venezuela      | Venezuela – Colombia   | 1 – 0                  | WK-kwalificatie        |

### Verenigde Arabische Emiraten
| Colombia vs. Verenigde Arabische Emiraten | Colombia vs. Verenigde Arabische Emiraten | Colombia vs. Verenigde Arabische Emiraten | Colombia vs. Verenigde Arabische Emiraten | Colombia vs. Verenigde Arabische Emiraten | Colombia vs. Verenigde Arabische Emiraten | Colombia vs. Verenigde Arabische Emiraten |
| #                                         | №                                         | Datum                                     | Plaats                                    | Wedstrijd                                 | Uitslag                                   | Competitie                                |
| ----------------------------------------- | ----------------------------------------- | ----------------------------------------- | ----------------------------------------- | ----------------------------------------- | ----------------------------------------- | ----------------------------------------- |
| 1                                         | 202.                                      | 09-06-1990                                | Bologna, Italië                           | Colombia – Verenigde Arabische Emiraten   | 2 – 0                                     | WK-eindronde                              |

### Verenigde Staten
| Colombia vs. Verenigde Staten | Colombia vs. Verenigde Staten | Colombia vs. Verenigde Staten | Colombia vs. Verenigde Staten | Colombia vs. Verenigde Staten | Colombia vs. Verenigde Staten | Colombia vs. Verenigde Staten |
| #                             | №                             | Datum                         | Plaats                        | Wedstrijd                     | Uitslag                       | Competitie                    |
| ----------------------------- | ----------------------------- | ----------------------------- | ----------------------------- | ----------------------------- | ----------------------------- | ----------------------------- |
| 1                             | 47.                           | 05-02-1961                    | Bogota, Colombia              | Colombia – Verenigde Staten   | 2 – 0                         | Vriendschappelijk             |
| 2                             | 146.                          | 11-10-1984                    | Los Angeles, Verenigde Staten | Verenigde Staten – Colombia   | 1 – 0                         | Vriendschappelijk             |
| 3                             | 173.                          | 14-05-1988                    | Miami, Verenigde Staten       | Verenigde Staten – Colombia   | 0 – 2                         | Vriendschappelijk             |
| 4                             | 181.                          | 24-06-1989                    | Miami, Verenigde Staten       | Verenigde Staten – Colombia   | 0 – 1                         | Vriendschappelijk             |
| 5                             | 195.                          | 04-02-1990                    | Miami, Verenigde Staten       | Verenigde Staten – Colombia   | 1 – 1                         | Orange Bowl Cup               |
| 6                             | 198.                          | 22-04-1990                    | Miami, Verenigde Staten       | Verenigde Staten – Colombia   | 0 – 1                         | Vriendschappelijk             |
| 7                             | 217.                          | 31-07-1992                    | Los Angeles, Verenigde Staten | Verenigde Staten – Colombia   | 0 – 1                         | LA Friendship Cup             |
| 8                             | 221.                          | 08-05-1993                    | Miami, Verenigde Staten       | Verenigde Staten – Colombia   | 1 – 2                         | Vriendschappelijk             |
| 9                             | 251.                          | 22-06-1994                    | Pasadena, Verenigde Staten    | Verenigde Staten – Colombia   | 2 – 1                         | WK-eindronde                  |
| 10                            | 259.                          | 25-06-1995                    | Piscataway, Verenigde Staten  | Verenigde Staten – Colombia   | 0 – 0                         | US Cup                        |
| 11                            | 265.                          | 22-07-1995                    | Maldonado, Uruguay            | Colombia – Verenigde Staten   | 4 – 1                         | Copa América                  |
| 12                            | 328.                          | 19-02-2000                    | Miami, Verenigde Staten       | Verenigde Staten – Colombia   | 2 – 2                         | CONCACAF Gold Cup             |
| 13                            | 343.                          | 03-02-2001                    | Miami, Verenigde Staten       | Verenigde Staten – Colombia   | 0 – 1                         | Vriendschappelijk             |
| 14                            | 400.                          | 09-03-2005                    | Los Angeles, Verenigde Staten | Verenigde Staten – Colombia   | 0 – 3                         | Vriendschappelijk             |
| 15                            | 430.                          | 05-07-2007                    | Barquisimeto, Venezuela       | Colombia – Verenigde Staten   | 1 – 0                         | Copa América                  |
| 16                            | 470.                          | 13-10-2010                    | Chester, Verenigde Staten     | Verenigde Staten – Colombia   | 0 – 0                         | Vriendschappelijk             |

### Zuid-Afrika
| Colombia vs. Zuid-Afrika | Colombia vs. Zuid-Afrika | Colombia vs. Zuid-Afrika | Colombia vs. Zuid-Afrika  | Colombia vs. Zuid-Afrika | Colombia vs. Zuid-Afrika | Colombia vs. Zuid-Afrika |
| #                        | №                        | Datum                    | Plaats                    | Wedstrijd                | Uitslag                  | Competitie               |
| ------------------------ | ------------------------ | ------------------------ | ------------------------- | ------------------------ | ------------------------ | ------------------------ |
| 1                        | 464.                     | 27-05-2010               | Johannesburg, Zuid-Afrika | Zuid-Afrika – Colombia   | 2 – 1                    | Vriendschappelijk        |

### Zuid-Korea
| Colombia vs. Zuid-Korea | Colombia vs. Zuid-Korea | Colombia vs. Zuid-Korea | Colombia vs. Zuid-Korea       | Colombia vs. Zuid-Korea | Colombia vs. Zuid-Korea | Colombia vs. Zuid-Korea |
| #                       | №                       | Datum                   | Plaats                        | Wedstrijd               | Uitslag                 | Competitie              |
| ----------------------- | ----------------------- | ----------------------- | ----------------------------- | ----------------------- | ----------------------- | ----------------------- |
| 1                       | 242.                    | 26-02-1994              | Monterrey, Mexico             | Colombia – Zuid-Korea   | 2 – 2                   | Vriendschappelijk       |
| 2                       | 253.                    | 31-01-1995              | Hong Kong, Hong Kong          | Zuid-Korea – Colombia   | 1 – 0                   | Carlsberg Cup           |
| 3                       | 282.                    | 23-11-1996              | Suwon, Zuid-Korea             | Zuid-Korea – Colombia   | 4 – 1                   | Vriendschappelijk       |
| 4                       | 365.                    | 29-03-2003              | Busan, Zuid-Korea             | Zuid-Korea – Colombia   | 0 – 0                   | Vriendschappelijk       |
| 5                       | 397.                    | 15-01-2005              | Los Angeles, Verenigde Staten | Colombia – Zuid-Korea   | 2 – 1                   | Vriendschappelijk       |

### Zweden
| Colombia vs. Zweden | Colombia vs. Zweden | Colombia vs. Zweden | Colombia vs. Zweden     | Colombia vs. Zweden | Colombia vs. Zweden | Colombia vs. Zweden |
| #                   | №                   | Datum               | Plaats                  | Wedstrijd           | Uitslag             | Competitie          |
| ------------------- | ------------------- | ------------------- | ----------------------- | ------------------- | ------------------- | ------------------- |
| 1                   | 208.                | 05-06-1991          | Stockholm, Zweden       | Zweden – Colombia   | 2 – 2               | Vriendschappelijk   |
| 2                   | 240.                | 18-02-1994          | Miami, Verenigde Staten | Colombia – Zweden   | 0 – 0               | Joe Robbie Cup      |

### Zwitserland
| Colombia vs. Zwitserland | Colombia vs. Zwitserland | Colombia vs. Zwitserland | Colombia vs. Zwitserland        | Colombia vs. Zwitserland | Colombia vs. Zwitserland | Colombia vs. Zwitserland |
| #                        | №                        | Datum                    | Plaats                          | Wedstrijd                | Uitslag                  | Competitie               |
| ------------------------ | ------------------------ | ------------------------ | ------------------------------- | ------------------------ | ------------------------ | ------------------------ |
| 1                        | 147.                     | 01-02-1985               | Bogota, Colombia                | Colombia – Zwitserland   | 2 – 2                    | Vriendschappelijk        |
| 2                        | 207.                     | 03-02-1991               | Miami, Verenigde Staten         | Colombia – Zwitserland   | 2 – 3                    | Miami Cup                |
| 3                        | 252.                     | 26-06-1994               | San Francisco, Verenigde Staten | Colombia – Zwitserland   | 2 – 0                    | WK-eindronde             |
| 4                        | 422.                     | 25-03-2007               | Miami, Verenigde Staten         | Colombia – Zwitserland   | 3 – 1                    | Vriendschappelijk        |

Colfútbol · A-internationals · Selecties · Statistieken · Bondscoaches · Colombiaans vrouwenelftal · Olympisch elftal · Colombia U20 · Colombia U17
1938 – 1949 ·
1950 – 1959 ·
1960 – 1969 ·
1970 – 1979 ·
1980 – 1989 ·
1990 – 1999 ·
2000 – 2009 ·
2010 – 2019 ·
2020 – 2029
WK 1962 · 
WK 1990 · 
WK 1994 · 
WK 1998 · 
WK 2014 · 
WK 2018
OS 1968 · 
OS 1972 · 
OS 1980 · 
OS 1992 · 
OS 2016
1938 · 
1939 · 1940 · 1941 · 1942 · 1943 · 1944 · 
1946 · 
1947 · 
1948 · 
1949 · 
1950 · 1951 · 1952 · 1953 · 1954 · 1955 · 1956 · 
1957 · 
1958 · 1959 · 1960 · 
1961 · 
1962 · 
1963 · 
1964 · 
1965 · 
1966 · 
1967 · 
1968 · 
1969 · 
1970 · 
1971 · 
1972 · 
1973 · 
1974 · 
1975 · 
1976 · 
1977 · 
1978 · 
1979 · 
1980 · 
1981 · 
1982 · 
1983 · 
1984 · 
1985 · 
1986 · 
1987 · 
1988 · 
1989 · 
1990 ·
1991 · 
1992 · 
1993 · 
1994 · 
1995 · 
1996 · 
1997 · 
1998 · 
1999 · 
2000 · 
2001 · 
2002 · 
2003 · 
2004 · 
2005 · 
2006 · 
2007 · 
2008 · 
2009 · 
2010 · 
2011 · 
2012 · 
2013 · 
2014 · 
2015 · 
2016 · 
2017 ·
2018 ·
2019 ·
2020 ·
2021
Algerije ·
Argentinië ·
Australië ·
Bahrein ·
België ·
Bolivia · 
Brazilië ·
Canada ·
Chili ·
China · 
Costa Rica ·
Cuba ·
DDR ·
Duitsland ·
Ecuador ·
Egypte ·
El Salvador ·
Engeland ·
Finland ·
Frankrijk ·
Griekenland ·
Guatemala · 
Haïti ·
Honduras ·
Hongarije ·
Hongkong ·
Ierland ·
Irak ·
Israël ·
Ivoorkust ·
Jamaica ·
Japan ·
Joegoslavië ·
Jordanië ·
Kameroen ·
Koeweit · 
Liberia · 
Marokko ·
Mexico ·
Montenegro ·
Nederland ·
Nederlandse Antillen ·
Nicaragua ·
Nieuw-Zeeland · 
Nigeria ·
Noord-Ierland ·
Noorwegen ·
Panama ·
Paraguay ·
Peru ·
Polen ·
Puerto Rico ·
Qatar ·
Roemenië ·
Saoedi-Arabië ·
Schotland ·
Senegal ·
Servië ·
Slovenië ·
Slowakije ·
Sovjet-Unie ·
Spanje ·
Trinidad en Tobago ·
Tsjecho-Slowakije ·
Tunesië · 
Turkije · 
Uruguay ·
Venezuela ·
Verenigde Arabische Emiraten · 
Verenigde Staten ·
Zuid-Afrika ·
Zuid-Korea ·
Zweden ·
Zwitserland
Brazilië (2014) ·
Engeland (2018) ·
Griekenland (2014) ·
Ivoorkust (2014) ·
Japan (2014) ·
Japan (2018) ·
Polen (2018) ·
Senegal (2018) ·
Uruguay (2014)